# Liste des chefs du gouvernement français

Cet article dresse la liste des chefs du gouvernement français depuis 1598.
La France a connu 174 chefs de gouvernement, de Charles-Maurice de Talleyrand-Périgord, président du Conseil des ministres en 1815, sous la Restauration, à François Bayrou, actuel Premier ministre français (2025).

## Intitulé de la fonction
La fonction de chef du gouvernement français a connu plusieurs appellations au cours de l’histoire :
- Ancien Régime : Principal ministre d'État ;
- 1792-1815 : pas de chef de gouvernement ;
- 1815-1849 : président du Conseil des ministres (avec quelques interruptions) ;
- 1849-1869 : pas de chef de gouvernement ;
- 1870 : chef du Cabinet ;
- 1870-1871 : président du gouvernement de la Défense nationale ;
- 1871-1876 : vice-président du Conseil des ministres ;
- 1876-1940 : président du Conseil des ministres ;
- 1940-1942 : vice-président du Conseil des ministres ;
- 1942-1944 : chef du gouvernement ;
- 1944-1947 : président du gouvernement provisoire ;
- 1947-1959 : président du Conseil des ministres ;
- depuis 1959 : Premier ministre.

La dénomination « Premier ministre » est utilisée seulement depuis 1959 (Cinquième République), même si, de Sully (1589) à Turgot (1789), sous l'Ancien Régime, l'expression était utilisée pour désigner le ministre principal du roi. Entre 1815 et 1959, la désignation traditionnelle du chef de gouvernement était Président du Conseil. L'existence d'un chef de gouvernement, lien entre le chef de l'État et le Parlement, est l'une des caractéristiques essentielles des régimes parlementaires. Le président du Conseil connaît une grande importance sous le règne de Louis-Philippe. Disparue avec le régime présidentiel de la IIe République dès 1849, la fonction renaît en 1871 d'abord sous la forme d'un vice-président du Conseil. Après le vote des lois constitutionnelles établissant la Troisième République, la fonction retrouve en 1876 son titre de Président du Conseil mais, comme dans les régimes précédents, demeure absente de la constitution. Enfin, elle est officialisée avec l'avènement de la Quatrième République (1946), avant que celle de Premier ministre ne soit instituée avec la Cinquième République.

## Chronologie

### Ancien Régime (1598-1792)
Sous l'Ancien Régime, le principal ministre d'État, également appelé Premier ministre de France[réf. souhaitée] ou ministre principal du roi, était le principal conseiller et chef du gouvernement du roi de France. Le titre et la fonction étaient officieux, le roi étant le détenteur de tous les pouvoirs.
La liste suivante répertorie les différentes personnes qui ont exercé — officiellement ou de facto — la charge de principal ministre :
| Portrait                                                   | Nom (principal ministre d'État)                                   | Dates du mandat                                                                                | Monarque ou régent (règne)                                     | Gouvernements                                              | États généraux ou législatures (élection)                                |
| ---------------------------------------------------------- | ----------------------------------------------------------------- | ---------------------------------------------------------------------------------------------- | -------------------------------------------------------------- | ---------------------------------------------------------- | ------------------------------------------------------------------------ |
|                                                            | Duc de Sully (1559-1641)                                          | du 10 juillet 1598 au 14 mai 1610                                                              | Henri IV du 2 août 1589 au 14 mai 1610                         | Ministres de Henri IV du 2 août 1589 au 14 mai 1610        | pas d'États généraux de 1594 à 1613                                      |
| du 14 mai 1610 au 30 janvier 1611                          | Duc de Sully (1559-1641)                                          | Marie de Médicis Régence du 14 mai 1610 au 2 octobre 1614 puis prolongé jusqu'au 24 avril 1617 | Ministres de Louis XIII du 14 mai 1610 au 18 mai 1643          |                                                            | pas d'États généraux de 1594 à 1613                                      |
|                                                            | Marquis de Villeroy (1542-1617)                                   | Marie de Médicis Régence du 14 mai 1610 au 2 octobre 1614 puis prolongé jusqu'au 24 avril 1617 | Ministres de Louis XIII du 14 mai 1610 au 18 mai 1643          | du 30 janvier 1611 au 9 août 1616[réf. nécessaire]         | États généraux du 27 octobre 1614 au 23 février 1615                     |
|                                                            | Concino Concini (1569-1617)                                       | Marie de Médicis Régence du 14 mai 1610 au 2 octobre 1614 puis prolongé jusqu'au 24 avril 1617 | Ministres de Louis XIII du 14 mai 1610 au 18 mai 1643          | du 9 août 1616 au 24 avril 1617                            | Pas d'États généraux de 1616 à 1788                                      |
|                                                            | Duc de Luynes (1578-1621)                                         | du 24 avril 1617 au 15 décembre 1621                                                           | Ministres de Louis XIII du 14 mai 1610 au 18 mai 1643          | Louis XIII du 24 avril 1617 au 14 mai 1643                 | Pas d'États généraux de 1616 à 1788                                      |
|                                                            | Vacance de la fonction                                            | du 15 décembre 1621 au 12 août 1624                                                            | Ministres de Louis XIII du 14 mai 1610 au 18 mai 1643          | Louis XIII du 24 avril 1617 au 14 mai 1643                 | Pas d'États généraux de 1616 à 1788                                      |
|                                                            | Cardinal de Richelieu (1585-1642)                                 | du 12 août 1624 au 5 décembre 1642                                                             | Ministres de Louis XIII du 14 mai 1610 au 18 mai 1643          | Louis XIII du 24 avril 1617 au 14 mai 1643                 | Pas d'États généraux de 1616 à 1788                                      |
|                                                            | Cardinal Mazarin (1602-1661)                                      | du 5 décembre 1642 au 9 mars 1661                                                              |                                                                | Louis XIII du 24 avril 1617 au 14 mai 1643                 | Pas d'États généraux de 1616 à 1788                                      |
| Anne d'Autriche Régence du 18 mai 1643 au 7 septembre 1651 | Cardinal Mazarin (1602-1661)                                      | du 5 décembre 1642 au 9 mars 1661                                                              | Ministres de Louis XIV du 14 mai 1643 au 1er septembre 1715    |                                                            | Pas d'États généraux de 1616 à 1788                                      |
| Louis XIV du 7 septembre 1651 au 1er septembre 1715        | Cardinal Mazarin (1602-1661)                                      | du 5 décembre 1642 au 9 mars 1661                                                              | Ministres de Louis XIV du 14 mai 1643 au 1er septembre 1715    |                                                            | Pas d'États généraux de 1616 à 1788                                      |
|                                                            | Vacance de la fonction Jean-Baptiste Colbert (1619-1683) de facto | du 9 mars 1661 au 6 septembre 1683                                                             | Ministres de Louis XIV du 14 mai 1643 au 1er septembre 1715    |                                                            | Pas d'États généraux de 1616 à 1788                                      |
|                                                            | Vacance de la fonction Le Tellier de Louvois (1641-1691) de facto | du 6 septembre 1683 au 16 juillet 1691                                                         | Ministres de Louis XIV du 14 mai 1643 au 1er septembre 1715    |                                                            | Pas d'États généraux de 1616 à 1788                                      |
|                                                            | Vacance de la fonction                                            | du 16 juillet 1691 au 1er septembre 1715                                                       | Ministres de Louis XIV du 14 mai 1643 au 1er septembre 1715    |                                                            | Pas d'États généraux de 1616 à 1788                                      |
|                                                            | Cardinal Dubois (1656-1723)                                       | du 12 septembre 1715 au 10 août 1723                                                           | Duc d'Orléans Régence du 1er septembre 1715 au 15 février 1723 | Ministres de Louis XV du 1er septembre 1715 au 10 mai 1774 | Pas d'États généraux de 1616 à 1788                                      |
| Louis XV du 15 février 1723 au 10 mai 1774                 | Cardinal Dubois (1656-1723)                                       | du 12 septembre 1715 au 10 août 1723                                                           |                                                                | Ministres de Louis XV du 1er septembre 1715 au 10 mai 1774 | Pas d'États généraux de 1616 à 1788                                      |
|                                                            | Duc d'Orléans (1674-1723)                                         | du 10 août au 2 décembre 1723                                                                  |                                                                | Ministres de Louis XV du 1er septembre 1715 au 10 mai 1774 | Pas d'États généraux de 1616 à 1788                                      |
|                                                            | Prince de Condé (1692-1740)                                       | du 2 décembre 1723 au 11 juin 1726                                                             |                                                                | Ministres de Louis XV du 1er septembre 1715 au 10 mai 1774 | Pas d'États généraux de 1616 à 1788                                      |
|                                                            | Cardinal de Fleury (1653-1743)                                    | du 11 juin 1726 au 29 janvier 1743                                                             |                                                                | Ministres de Louis XV du 1er septembre 1715 au 10 mai 1774 | Pas d'États généraux de 1616 à 1788                                      |
|                                                            | Vacance de la fonction                                            | du 29 janvier 1743 au 3 décembre 1758                                                          |                                                                | Ministres de Louis XV du 1er septembre 1715 au 10 mai 1774 | Pas d'États généraux de 1616 à 1788                                      |
|                                                            | Duc de Choiseul (1719-1785)                                       | du 3 décembre 1758 au 25 décembre 1770                                                         |                                                                | Ministres de Louis XV du 1er septembre 1715 au 10 mai 1774 | Pas d'États généraux de 1616 à 1788                                      |
|                                                            | René de Maupeou (1714-1792)                                       | du 25 décembre 1770 au 23 août 1774                                                            |                                                                | Ministres de Louis XV du 1er septembre 1715 au 10 mai 1774 | Pas d'États généraux de 1616 à 1788                                      |
| Louis XVI du 10 mai 1774 au 10 août 1792                   | René de Maupeou (1714-1792)                                       | du 25 décembre 1770 au 23 août 1774                                                            | Ministres de Louis XVI du 10 mai 1774 au 10 août 1792          |                                                            | Pas d'États généraux de 1616 à 1788                                      |
| Louis XVI du 10 mai 1774 au 10 août 1792                   |                                                                   | Jacques Turgot (1727-1781)                                                                     | Ministres de Louis XVI du 10 mai 1774 au 10 août 1792          | du 24 août 1774 au 12 mai 1776                             | Pas d'États généraux de 1616 à 1788                                      |
| Louis XVI du 10 mai 1774 au 10 août 1792                   |                                                                   | Comte de Maurepas (1701-1781)                                                                  | Ministres de Louis XVI du 10 mai 1774 au 10 août 1792          | du 14 mai 1776 au 21 novembre 1781                         | Pas d'États généraux de 1616 à 1788                                      |
| Louis XVI du 10 mai 1774 au 10 août 1792                   |                                                                   | Comte de Vergennes (1719-1787)                                                                 | Ministres de Louis XVI du 10 mai 1774 au 10 août 1792          | du 21 novembre 1781 au 13 février 1787                     | Pas d'États généraux de 1616 à 1788                                      |
| Louis XVI du 10 mai 1774 au 10 août 1792                   |                                                                   | Cardinal Loménie de Brienne (1727-1794)                                                        | Ministres de Louis XVI du 10 mai 1774 au 10 août 1792          | du 1er mai 1787 au 25 août 1788                            | Pas d'États généraux de 1616 à 1788                                      |
| Louis XVI du 10 mai 1774 au 10 août 1792                   |                                                                   | Jacques Necker (1732-1804)                                                                     | Ministres de Louis XVI du 10 mai 1774 au 10 août 1792          | du 25 août 1788 au 11 juillet 1789                         | États généraux du 6 mai 1789 au 27 juin 1789                             |
| Louis XVI du 10 mai 1774 au 10 août 1792                   |                                                                   | Baron de Breteuil (1730-1807)                                                                  | Ministres de Louis XVI du 10 mai 1774 au 10 août 1792          | du 11 juillet au 16 juillet 1789                           | Assemblée constituante du 17 juin 1789 au 30 septembre 1791              |
| Louis XVI du 10 mai 1774 au 10 août 1792                   |                                                                   | Jacques Necker (1732-1804)                                                                     | Ministres de Louis XVI du 10 mai 1774 au 10 août 1792          | du 16 juillet 1789 au 4 septembre 1790                     | Assemblée constituante du 17 juin 1789 au 30 septembre 1791              |
| Louis XVI du 10 mai 1774 au 10 août 1792                   |                                                                   | Comte de Saint-Hérem (1745-1792)                                                               | Ministres de Louis XVI du 10 mai 1774 au 10 août 1792          | du 4 septembre 1790 au 29 novembre 1791                    | Assemblée constituante du 17 juin 1789 au 30 septembre 1791              |
| Louis XVI du 10 mai 1774 au 10 août 1792                   |                                                                   | Vacance de la fonction                                                                         | Ministres de Louis XVI du 10 mai 1774 au 10 août 1792          | du 29 novembre 1791 au 21 septembre 1792                   | Assemblée nationale législative du 1er octobre 1791 au 21 septembre 1792 |

### Période 1792-1814
Pendant les régimes qui se succèdent de 1792 à 1814, il n'existe pas de fonction de chef de gouvernement.

### Première Restauration (1814-1815)
| Nom | Nom | Nom                                                    | Gouvernement et dates | Gouvernement et dates     | Parti       | Législature (élection) | Roi (années du règne)   | Roi (années du règne) |
| --- | --- | ------------------------------------------------------ | --------------------- | ------------------------- | ----------- | ---------------------- | ----------------------- | --------------------- |
|     |     | Charles-Maurice de Talleyrand-Périgord (1754-1838)     | •                     | 1er avril – 2 mai 1814    | Indépendant | aucune                 | Louis XVIII (1814-1815) |                       |
|     |     | Fonction vacante (gouvernement dirigé par Louis XVIII) | •                     | 2 mai 1814 – 20 mars 1815 | —           | aucune                 | Louis XVIII (1814-1815) |                       |

### Cent-Jours (1815)
| Nom | Nom | Nom                                             | Gouvernement et dates  | Gouvernement et dates    | Parti       | Législature (élection) | Empereur (années du règne) |
| --- | --- | ----------------------------------------------- | ---------------------- | ------------------------ | ----------- | ---------------------- | -------------------------- |
|     |     | Fonction vacante (Napoléon Ier monarque absolu) | 20 mars – 22 juin 1815 | 20 mars – 22 juin 1815   | —           | aucune                 | Napoléon Ier (1815)        |
|     |     | Joseph Fouché, duc d'Otrante (1759-1820)        | •                      | 22 juin – 7 juillet 1815 | Indépendant | aucune                 | Napoléon II (1815)         |

### Seconde Restauration (1815-1830)
| Nom                                | Nom                                                      | Nom                                                          | Gouvernement et dates                | Gouvernement et dates                | Parti                         | Législature (élection) | Roi (années du règne)   |
| ---------------------------------- | -------------------------------------------------------- | ------------------------------------------------------------ | ------------------------------------ | ------------------------------------ | ----------------------------- | ---------------------- | ----------------------- |
|                                    |                                                          | Charles-Maurice de Talleyrand-Périgord (1754-1838)           | •                                    | 9 juillet – 26 septembre 1815        | Indépendant                   | Ire                    | Louis XVIII (1815-1824) |
|                                    | Armand-Emmanuel du Plessis, duc de Richelieu (1766-1822) | 1                                                            | 26 septembre 1815 – 29 décembre 1818 | Indépendant                          | IIe                           |                        | Louis XVIII (1815-1824) |
|                                    |                                                          | Jean-Joseph, marquis Dessolles (1767-1828)                   | •                                    | 29 décembre 1818 – 19 novembre 1819  | IIe                           | Doctrinaire            | Louis XVIII (1815-1824) |
|                                    |                                                          | Élie, duc Decazes (1780-1860)                                | •                                    | 19 novembre 1819 – 20 février 1820   | IIe                           | Doctrinaire            | Louis XVIII (1815-1824) |
|                                    |                                                          | Armand-Emmanuel du Plessis, duc de Richelieu (1766-1822)     | 2                                    | 20 février 1820 – 14 décembre 1821   | IIIe                          | Doctrinaire            | Louis XVIII (1815-1824) |
|                                    |                                                          | Joseph, comte de Villèle (1773-1854)                         | •                                    | 14 décembre 1821 – 16 septembre 1824 | Ultraroyaliste                |                        | Louis XVIII (1815-1824) |
| 16 septembre 1824 – 4 janvier 1828 | IVe                                                      | Joseph, comte de Villèle (1773-1854)                         | •                                    | Charles X (1824-1830)                | Ultraroyaliste                |                        |                         |
|                                    |                                                          | Jean-Baptiste Sylvère Gaye, vicomte de Martignac (1778-1832) | •                                    | Charles X (1824-1830)                | 4 janvier 1828 – 8 août 1829  | Doctrinaire            | Ve                      |
|                                    |                                                          | Jules, comte de Polignac (1780-1847)                         | •                                    | Charles X (1824-1830)                | 8 août 1829 – 29 juillet 1830 | Ultraroyaliste         |                         |
|                                    |                                                          | Casimir de Rochechouart, duc de Mortemart (1787-1875)        | •                                    | Charles X (1824-1830)                | 29 juillet 1830               | Ultraroyaliste         | VIe                     |

### Monarchie de Juillet (1830-1848)
| Nom         | Nom | Nom                                                           | Gouvernement et dates                            | Gouvernement et dates | Parti                                                      | Législature (élection) | Roi (années du règne)          | Notes |
| ----------- | --- | ------------------------------------------------------------- | ------------------------------------------------ | --- | ---------------------------------------------------------- | --- | ------------------------------ | --- |
|             | — | Fonction vacante (gouvernement dirigé par Louis-Philippe Ier) | •                                                | 1er – 11 août 1830 | —                                                          | Ire (1830) | Louis-Philippe Ier (1830-1848) | Louis-Philippe est nommé Lieutenant-général du royaume le 31 juillet 1830. Il devient roi des Français le 9 août 1830 au Palais Bourbon. |
| 1           | — | Fonction vacante (gouvernement dirigé par Louis-Philippe Ier) | 11 août – 2 novembre 1830                        | | —                                                          | Ire (1830) | Louis-Philippe Ier (1830-1848) | |
|             | | Jacques Laffitte (1767-1844)                                  | •                                                | 2 novembre 1830 – 13 mars 1831 | Parti du mouvement                                         | Ire (1830) | Louis-Philippe Ier (1830-1848) | |
|             | | Casimir Perier † (1777-1832)                                  | •                                                | 13 mars 1831 16 mai 1832 † | Doctrinaire (1831-1832) puis Parti de la résistance (1832) | Ire (1830) | Louis-Philippe Ier (1830-1848) | |
| IIe (1831)  | Première révolte des canuts (1831). Insurrection royaliste dans l'Ouest français (1832). Insurrection républicaine parisienne de juin (1832). Mariage de la princesse Louise d'Orléans au roi des Belges Léopold Ier (1832). | Casimir Perier † (1777-1832)                                  | •                                                | 13 mars 1831 16 mai 1832 † | Doctrinaire (1831-1832) puis Parti de la résistance (1832) | | Louis-Philippe Ier (1830-1848) | |
| IIe (1831)  | |                                                               | Jean-de-Dieu Soult, duc de Dalmatie (1767-1851)  | 1 | 11 octobre 1832 — 18 juillet 1834                          | Parti de la résistance | Louis-Philippe Ier (1830-1848) | Seconde révolte des canuts (1834). |
| IIe (1831)  | |                                                               | Étienne Maurice, comte Gérard (1773-1852)        | • | 18 juillet — 10 novembre 1834                              | Indépendant | Louis-Philippe Ier (1830-1848) | |
| IIe (1831)  | |                                                               | Hugues Bernard Maret, duc de Bassano (1763-1839) | • | 10 – 18 novembre 1834                                      | Indépendant | Louis-Philippe Ier (1830-1848) | |
|             | | Édouard Mortier, duc de Trévise (1768-1835)                   | •                                                | 18 novembre 1834 – 12 mars 1835 | Parti de la résistance                                     | IIIe (1834) | Louis-Philippe Ier (1830-1848) | |
|             | | Victor, duc de Broglie (1785-1870)                            | •                                                | 12 mars 1835 – 22 février 1836 | Parti de la résistance                                     | IIIe (1834) | Louis-Philippe Ier (1830-1848) | |
|             | | Adolphe Thiers (1797-1877)                                    | 1                                                | 22 février – 6 septembre 1836 | Parti du mouvement                                         | IIIe (1834) | Louis-Philippe Ier (1830-1848) | Attentat d'Alibaud (1836). Inauguration de l'Arc de triomphe de l'Etoile (1836).                                                         |
|             | | Louis-Mathieu, comte Molé (1781-1855)                         | 1                                                | 6 septembre 1836 – 15 avril 1837 | Parti de la résistance                                     | IIIe (1834) | Louis-Philippe Ier (1830-1848) | |
| 2           | 15 avril 1837 – 31 mars 1839 | Louis-Mathieu, comte Molé (1781-1855)                         | IVe (1837)                                       | Mariage du prince royal Ferdinand-Philippe d'Orléans à Hélène de Mecklembourg-Schwerin (1837). Inauguration de la galerie de l'Histoire de France au château de Versailles (1837). | Parti de la résistance                                     | | Louis-Philippe Ier (1830-1848) | |
|             | — | Fonction vacante (gouvernement dirigé par Louis-Philippe Ier) | 2                                                | 31 mars – 12 mai 1839 | —                                                          | Ve (1839) | Louis-Philippe Ier (1830-1848) | |
|             | | Jean-de-Dieu Soult, duc de Dalmatie (1767-1851)               | 2                                                | 12 mai 1839 – 1er mars 1840 | Parti de la résistance                                     | Ve (1839) | Louis-Philippe Ier (1830-1848) | |
|             | | Adolphe Thiers (1797-1877)                                    | 2                                                | 1er mars 1840 – 29 octobre 1840 | Parti du mouvement                                         | Ve (1839) | Louis-Philippe Ier (1830-1848) | |
|             | | Jean-de-Dieu Soult, duc de Dalmatie (1767-1851)               | 3                                                | 29 octobre 1840 – 18 septembre 1847 | Parti de la résistance                                     | Ve (1839) | Louis-Philippe Ier (1830-1848) | |
| VIe (1842)  | Retour des cendres de Napoléon Ier (1840). Première entente cordiale franco-britannique (1843). Guerre franco-tahitienne (1844-1847). Inauguration de la Gare du Nord (1846). Crise économique de 1846-1847.                 | Jean-de-Dieu Soult, duc de Dalmatie (1767-1851)               | 3                                                | 29 octobre 1840 – 18 septembre 1847 | Parti de la résistance                                     | | Louis-Philippe Ier (1830-1848) | |
| VIIe (1846) | | Jean-de-Dieu Soult, duc de Dalmatie (1767-1851)               | 3                                                | 29 octobre 1840 – 18 septembre 1847 | Parti de la résistance                                     | | Louis-Philippe Ier (1830-1848) | |
|             | | François Guizot (1787-1874)                                   | •                                                | 18 septembre 1847 – 24 février 1848 | Parti de la résistance                                     | Campagne des banquets (1847-1848). Révolution française de 1848. | Louis-Philippe Ier (1830-1848) | |
|             | | Louis-Mathieu, comte Molé (1781-1855)                         | •                                                | 24 février 1848 | Parti de la résistance                                     | Abdication de Louis-Philippe à midi : « J'abdique cette Couronne que la voix nationale m'avait appelé à porter, en faveur de mon petit fils le Comte de Paris. Puisse t'il [sic] réussir dans la grande tâche qui lui échoit aujourd'hui » | Louis-Philippe Ier (1830-1848) | |
|             | | Adolphe Thiers (1797-1877)                                    | •                                                | 24 février 1848 | Parti du mouvement                                         | Proclamation de la IIe République par Lamartine (1848). | Louis-Philippe Ier (1830-1848) | |

### Deuxième République (1848-1852)

#### Liste
| Nom | Nom                      | Nom                                                                 | Gouvernement et dates | Gouvernement et dates                                          | Parti | Législature (élection)            | Président (dates du mandat)                                 | Président (dates du mandat)                       | Notes                                                                                    |
| --- | ------------------------ | ------------------------------------------------------------------- | --------------------- | -------------------------------------------------------------- | --- | --------------------------------- | ----------------------------------------------------------- | ------------------------------------------------- | ---------------------------------------------------------------------------------------- |
|     |                          | Jacques Charles Dupont de l'Eure (1767-1855)                        | •                     | 24 février – 9 mai 1848                                        | Républicain modéré | Constituante (1848)               | Aucun, chefs de l'exécutif de facto                         | Aucun, chefs de l'exécutif de facto               |                                                                                          |
|     |                          | François Arago (1786-1853)                                          | •                     | 9 mai – 28 juin 1848                                           | Républicain modéré | Constituante (1848)               | Aucun, chefs de l'exécutif de facto                         | Aucun, chefs de l'exécutif de facto               | Manifestation du 15 mai 1848. Journées de juin 1848.                                     |
|     |                          | Eugène Cavaignac (1802-1859)                                        | •                     | 28 juin – 20 décembre 1848                                     | Républicain modéré | Constituante (1848)               | Aucun, chefs de l'exécutif de facto                         | Aucun, chefs de l'exécutif de facto               | Première élection présidentielle française, élection de Louis-Napoléon Bonaparte (1848). |
|     |                          | Odilon Barrot (1791-1873)                                           | 1                     | 20 décembre 1848 – 2 juin 1849                                 | Parti de l'ordre | Constituante (1848)               |                                                             | Louis-Napoléon Bonaparte Bonapartiste (1848-1852) | Expédition de Rome (1849).                                                               |
| 2   | 2 juin – 30 octobre 1849 | Odilon Barrot (1791-1873)                                           | Législative (1849)    | Inauguration de la Gare de l'Est et de la Gare de Lyon (1849). | Parti de l'ordre |                                   |                                                             | Louis-Napoléon Bonaparte Bonapartiste (1848-1852) |                                                                                          |
|     |                          | Alphonse Henri, comte d'Hautpoul (1789-1865)                        | Législative (1849)    | •                                                              | Parti de l'ordre | 30 octobre 1849 – 24 janvier 1851 | Loi Falloux (1850). Loi du 31 mai 1850.                     | Louis-Napoléon Bonaparte Bonapartiste (1848-1852) |                                                                                          |
|     | —                        | Fonction vacante (gouvernement dirigé par Louis-Napoléon Bonaparte) | Législative (1849)    | •                                                              | 24 janvier – 10 avril 1851 | Bonapartiste                      |                                                             | Louis-Napoléon Bonaparte Bonapartiste (1848-1852) |                                                                                          |
|     |                          | Léon Faucher (1803-1854)                                            | Législative (1849)    | •                                                              | 10 avril – 26 octobre 1851 | Parti de l'ordre                  | Echec de la tentative de révision constitutionnelle (1851). | Louis-Napoléon Bonaparte Bonapartiste (1848-1852) |                                                                                          |
|     | —                        | Fonction vacante (gouvernement dirigé par Louis-Napoléon Bonaparte) | Législative (1849)    | •                                                              | 26 octobre – 2 décembre 1851 | Bonapartiste                      | Coup d'Etat du 2 décembre 1851 (opération Rubicon).         | Louis-Napoléon Bonaparte Bonapartiste (1848-1852) |                                                                                          |
| 1   | —                        | Fonction vacante (gouvernement dirigé par Louis-Napoléon Bonaparte) | Législative (1849)    | 2 décembre 1851 – 22 janvier 1852                              | Plébiscites des 20 et 21 décembre 1851. Le président de la République devient le « Prince-président ».                                                    | Bonapartiste                      |                                                             | Louis-Napoléon Bonaparte Bonapartiste (1848-1852) |                                                                                          |
| 2   | —                        | Fonction vacante (gouvernement dirigé par Louis-Napoléon Bonaparte) | Législative (1849)    | 22 janvier – 2 décembre 1852                                   | Sénatus-consulte du 7 novembre 1852. Plébiscite des 21 et 22 novembre 1852. Louis-Napoléon Bonaparte devient l'Empereur des Français Napoléon III (1852). | Bonapartiste                      |                                                             | Louis-Napoléon Bonaparte Bonapartiste (1848-1852) |                                                                                          |

### Second Empire (1852-1870)
Sous le Second Empire, les ministres sont nommés et révoqués à la guise de l'empereur, lequel exerce donc de facto la fonction de chef de gouvernement. À la chute de l'empire, Émile Ollivier et Charles Cousin-Montauban portent le titre de « chef du Cabinet ».
| Nom         | Nom | Nom                                                     | Gouvernement et dates            | Gouvernement et dates             | Parti                           | Législature (élection) | Empereur (années du règne) | Empereur (années du règne) | Notes |
| ----------- | --- | ------------------------------------------------------- | -------------------------------- | --------------------------------- | ------------------------------- | ---------------------- | -------------------------- | -------------------------- | --- |
|             | —   | Fonction vacante (gouvernement dirigé par Napoléon III) | 3                                | 2 décembre 1852 – 17 juillet 1869 | —                               | Ire (1852)             | Napoléon III (1852-1870)   | Napoléon III (1852-1870)   | Empire autoritaire (1852-1860). Mariage de Napoléon III et d'Eugénie de Montijo (1853). Annexion de la Nouvelle-Calédonie (1853). Transformation de Paris sous Haussmann (1853 - 1870). Guerre de Crimée (1853-1856), dont la Bataille de l'Alma (1854) et celle de Malakoff (1855). Exposition universelle de 1855 et entente cordiale entre Napoléon III et Victoria. Inauguration de la Compagnie des chemins de fer de Paris à Lyon et à la Méditerranée (1857). Attentat manqué contre le couple impérial par Felice Orsini (1858). Entrevue de Plombières (1858). Batailles de Magenta et Solférino (1859). Annexion de Nice et de la Savoie (1860). Empire libéral (1860-1870). Fondation de la Société du Prince Impérial (1862). Début de construction de l'Opéra Garnier (1862). Expédition française du Mexique (1861-1867). Inauguration du Printemps Haussmann (1865). Extension de la gratuité de l'enseignement public du premier degré et obligation d'ouverture d'écoles pour filles pour les communes de plus de 500 habitants (1866-1867). "Extension nouvelle des libertés publiques" et libéralisation de la presse (1867). Exposition universelle de 1867. Crise luxembourgeoise (1867). Création de la caisse d'assurance contre les accidents du travail (1868). |
| IIe (1857)  | —   | Fonction vacante (gouvernement dirigé par Napoléon III) | 3                                | 2 décembre 1852 – 17 juillet 1869 | —                               |                        | Napoléon III (1852-1870)   | Napoléon III (1852-1870)   | Empire autoritaire (1852-1860). Mariage de Napoléon III et d'Eugénie de Montijo (1853). Annexion de la Nouvelle-Calédonie (1853). Transformation de Paris sous Haussmann (1853 - 1870). Guerre de Crimée (1853-1856), dont la Bataille de l'Alma (1854) et celle de Malakoff (1855). Exposition universelle de 1855 et entente cordiale entre Napoléon III et Victoria. Inauguration de la Compagnie des chemins de fer de Paris à Lyon et à la Méditerranée (1857). Attentat manqué contre le couple impérial par Felice Orsini (1858). Entrevue de Plombières (1858). Batailles de Magenta et Solférino (1859). Annexion de Nice et de la Savoie (1860). Empire libéral (1860-1870). Fondation de la Société du Prince Impérial (1862). Début de construction de l'Opéra Garnier (1862). Expédition française du Mexique (1861-1867). Inauguration du Printemps Haussmann (1865). Extension de la gratuité de l'enseignement public du premier degré et obligation d'ouverture d'écoles pour filles pour les communes de plus de 500 habitants (1866-1867). "Extension nouvelle des libertés publiques" et libéralisation de la presse (1867). Exposition universelle de 1867. Crise luxembourgeoise (1867). Création de la caisse d'assurance contre les accidents du travail (1868). |
| IIIe (1863) | —   | Fonction vacante (gouvernement dirigé par Napoléon III) | 3                                | 2 décembre 1852 – 17 juillet 1869 | —                               |                        | Napoléon III (1852-1870)   | Napoléon III (1852-1870)   | Empire autoritaire (1852-1860). Mariage de Napoléon III et d'Eugénie de Montijo (1853). Annexion de la Nouvelle-Calédonie (1853). Transformation de Paris sous Haussmann (1853 - 1870). Guerre de Crimée (1853-1856), dont la Bataille de l'Alma (1854) et celle de Malakoff (1855). Exposition universelle de 1855 et entente cordiale entre Napoléon III et Victoria. Inauguration de la Compagnie des chemins de fer de Paris à Lyon et à la Méditerranée (1857). Attentat manqué contre le couple impérial par Felice Orsini (1858). Entrevue de Plombières (1858). Batailles de Magenta et Solférino (1859). Annexion de Nice et de la Savoie (1860). Empire libéral (1860-1870). Fondation de la Société du Prince Impérial (1862). Début de construction de l'Opéra Garnier (1862). Expédition française du Mexique (1861-1867). Inauguration du Printemps Haussmann (1865). Extension de la gratuité de l'enseignement public du premier degré et obligation d'ouverture d'écoles pour filles pour les communes de plus de 500 habitants (1866-1867). "Extension nouvelle des libertés publiques" et libéralisation de la presse (1867). Exposition universelle de 1867. Crise luxembourgeoise (1867). Création de la caisse d'assurance contre les accidents du travail (1868). |
| 4           | —   | Fonction vacante (gouvernement dirigé par Napoléon III) | 17 juillet 1869 – 2 janvier 1870 | IVe (1869)                        | —                               |                        | Napoléon III (1852-1870)   | Napoléon III (1852-1870)   | Empire autoritaire (1852-1860). Mariage de Napoléon III et d'Eugénie de Montijo (1853). Annexion de la Nouvelle-Calédonie (1853). Transformation de Paris sous Haussmann (1853 - 1870). Guerre de Crimée (1853-1856), dont la Bataille de l'Alma (1854) et celle de Malakoff (1855). Exposition universelle de 1855 et entente cordiale entre Napoléon III et Victoria. Inauguration de la Compagnie des chemins de fer de Paris à Lyon et à la Méditerranée (1857). Attentat manqué contre le couple impérial par Felice Orsini (1858). Entrevue de Plombières (1858). Batailles de Magenta et Solférino (1859). Annexion de Nice et de la Savoie (1860). Empire libéral (1860-1870). Fondation de la Société du Prince Impérial (1862). Début de construction de l'Opéra Garnier (1862). Expédition française du Mexique (1861-1867). Inauguration du Printemps Haussmann (1865). Extension de la gratuité de l'enseignement public du premier degré et obligation d'ouverture d'écoles pour filles pour les communes de plus de 500 habitants (1866-1867). "Extension nouvelle des libertés publiques" et libéralisation de la presse (1867). Exposition universelle de 1867. Crise luxembourgeoise (1867). Création de la caisse d'assurance contre les accidents du travail (1868). |
|             |     | Émile Ollivier (1825-1913)                              | •                                | IVe (1869)                        | 2 janvier 1870 – 10 août 1870   | Bonapartiste           | Napoléon III (1852-1870)   | Napoléon III (1852-1870)   | Fondation de la Samaritaine (1870). Plébiscite du 8 mai 1870. Dépêche d'Ems et début de la guerre franco-prussienne (1870). |
|             |     | Charles Cousin-Montauban (1796-1878)                    | •                                | IVe (1869)                        | 10 août 1870 – 4 septembre 1870 | Indépendant            | Napoléon III (1852-1870)   | Napoléon III (1852-1870)   | Capture de l'Empereur Napoléon III à Sedan (1870). |

### Gouvernement de la Défense nationale (1870-1871)
| Nom | Nom | Nom                            | Gouvernement et dates | Gouvernement et dates              | Parti      | Législature (élection)      | Président (dates du mandat)        | Président (dates du mandat)        | Notes                                                                                              |
| --- | --- | ------------------------------ | --------------------- | ---------------------------------- | ---------- | --------------------------- | ---------------------------------- | ---------------------------------- | -------------------------------------------------------------------------------------------------- |
|     |     | Louis Jules Trochu (1815-1896) | •                     | 4 septembre 1870 – 17 février 1871 | Orléaniste | IVe du Second Empire (1869) | Aucun, chef de l'exécutif de facto | Aucun, chef de l'exécutif de facto | Proclamation de l'Empire allemand à Versailles (1871). Fin de la guerre franco-prussienne de 1871. |

### Troisième République (1871-1940)

#### Liste
| Nom | Nom                               | Nom                                  | Gouvernement et dates | Gouvernement et dates                              | Parti                                                                         | Législature (élection)                          | Président (dates du mandat) | Président (dates du mandat) | Notes |
| --- | --------------------------------- | ------------------------------------ | --------------------- | -------------------------------------------------- | ----------------------------------------------------------------------------- | ----------------------------------------------- | --- | --- | --- |
|     |                                   | Jules Dufaure (1798-1881)            | 1                     | 19 février 1871 – 18 mai 1873                      | Républicain modéré                                                            | Assemblée nationale (1871)                      | | Adolphe Thiers Républicain modéré (1871-1873) | Commune de Paris (1871). Loi Rivet (1871). Loi de Broglie (1873). |
| 2   | 18 – 24 mai 1873                  | Jules Dufaure (1798-1881)            |                       |                                                    | Républicain modéré                                                            | Assemblée nationale (1871)                      | | Adolphe Thiers Républicain modéré (1871-1873) | Commune de Paris (1871). Loi Rivet (1871). Loi de Broglie (1873). |
|     |                                   | Albert, duc de Broglie (1821-1901)   | 1                     | 24 mai – 24 novembre 1873                          | Orléaniste                                                                    | Assemblée nationale (1871)                      | | Patrice de Mac Mahon Légitimiste (1873-1879) | Echec de la troisième restauration monarchique (1873). Instauration du septennat (1873). |
| 2   | 24 novembre 1873 – 22 mai 1874    | Albert, duc de Broglie (1821-1901)   |                       |                                                    | Orléaniste                                                                    | Assemblée nationale (1871)                      | | Patrice de Mac Mahon Légitimiste (1873-1879) | Echec de la troisième restauration monarchique (1873). Instauration du septennat (1873). |
|     |                                   | Ernest Courtot de Cissey (1810-1882) | •                     | 22 mai 1874 – 10 mars 1875                         | Orléaniste                                                                    | Assemblée nationale (1871)                      | Inauguration de l'Opéra Garnier (1875). | Patrice de Mac Mahon Légitimiste (1873-1879) | |
|     |                                   | Louis Buffet (1818-1898)             | •                     | 10 mars 1875 – 23 février 1876                     | Orléaniste                                                                    | Assemblée nationale (1871)                      | Instauration des lois constitutionnelles de 1875. | Patrice de Mac Mahon Légitimiste (1873-1879) | |
|     |                                   | Jules Dufaure (1798-1881)            | 3                     | 23 février – 9 mars 1876                           | Républicain modéré                                                            | Ire (1876)                                      | L'Assemblée nationale devient à majorité républicaine (1876). | Patrice de Mac Mahon Légitimiste (1873-1879) | |
| 4   | 9 mars – 12 décembre 1876         | Jules Dufaure (1798-1881)            |                       |                                                    | Républicain modéré                                                            | Ire (1876)                                      | L'Assemblée nationale devient à majorité républicaine (1876). | Patrice de Mac Mahon Légitimiste (1873-1879) | |
|     |                                   | Jules Simon (1814-1896)              | •                     | 12 décembre 1876 – 16 mai 1877                     | Républicain modéré                                                            | Ire (1876)                                      | Crise du 16 mai 1877. | Patrice de Mac Mahon Légitimiste (1873-1879) | |
|     |                                   | Albert, duc de Broglie (1821-1901)   | 3                     | 17 mai – 19 novembre 1877                          | Orléaniste                                                                    | Ire (1876)                                      | | Patrice de Mac Mahon Légitimiste (1873-1879) | |
|     |                                   | Gaëtan de Rochebouët (1813-1899)     | •                     | 23 novembre – 13 décembre 1877                     | Légitimiste                                                                   | IIe (1877)                                      | | Patrice de Mac Mahon Légitimiste (1873-1879) | |
|     |                                   | Jules Dufaure (1798-1881)            | 5                     | 13 décembre 1877 – 30 janvier 1879                 | Républicain modéré                                                            | IIe (1877)                                      | Démission du "Maréchal-Président" sur fond de tensions avec le parlement républicain. | Patrice de Mac Mahon Légitimiste (1873-1879) | |
|     |                                   | William Henry Waddington (1826-1894) | •                     | 4 février – 21 décembre 1879                       | Républicain modéré                                                            | IIe (1877)                                      | | Jules Grévy Républicain modéré (1879-1887) | Première présidence d'un républicain.Création de la "Constitution Grévy" qui diminue les pouvoirs du président de la République (1879). Officialisation du 14 juillet et de La Marseillaise comme symboles de la France (1879). |
|     |                                   | Charles de Freycinet (1828-1923)     | 1                     | 28 décembre 1879 – 19 septembre 1880               | Républicain modéré                                                            | IIe (1877)                                      | | Jules Grévy Républicain modéré (1879-1887) | |
|     |                                   | Jules Ferry (1832-1893)              | 1                     | 23 septembre 1880 – 10 novembre 1881               | Républicain modéré                                                            | IIe (1877)                                      | Instauration du protectorat sur la Tunisie (1881). | Jules Grévy Républicain modéré (1879-1887) | |
|     |                                   | Léon Gambetta (1838-1882)            | •                     | 14 novembre 1881 – 26 janvier 1882                 | Républicain modéré                                                            | IIIe (1881)                                     | | Jules Grévy Républicain modéré (1879-1887) | |
|     |                                   | Charles de Freycinet (1828-1923)     | 2                     | 30 janvier – 29 juillet 1882                       | Républicain modéré                                                            | IIIe (1881)                                     | | Jules Grévy Républicain modéré (1879-1887) | |
|     |                                   | Charles Duclerc (1812-1888)          | •                     | 7 août 1882 – 28 janvier 1883                      | Républicain modéré                                                            | IIIe (1881)                                     | | Jules Grévy Républicain modéré (1879-1887) | |
|     |                                   | Armand Fallières (1841-1931)         | •                     | 29 janvier – 17 février 1883                       | Républicain modéré                                                            | IIIe (1881)                                     | | Jules Grévy Républicain modéré (1879-1887) | |
|     |                                   | Jules Ferry (1832-1893)              | 2                     | 21 février 1883 – 30 mars 1885                     | Républicain modéré                                                            | IIIe (1881)                                     | Première guerre franco-malgache (1883-1885). | Jules Grévy Républicain modéré (1879-1887) | |
|     |                                   | Henri Brisson (1835-1912)            | 1                     | 6 avril – 29 décembre 1885                         | Républicain radical                                                           | IIIe (1881)                                     | Funérailles nationales de Victor Hugo, le Panthéon est transformé en temple républicain (1885). | Jules Grévy Républicain modéré (1879-1887) | |
|     |                                   | Charles de Freycinet (1828-1923)     | 3                     | 7 janvier – 3 décembre 1886                        | Républicain modéré                                                            | IVe (1885)                                      | | Jules Grévy Républicain modéré (1879-1887) | |
|     |                                   | René Goblet (1828-1905)              | •                     | 11 décembre 1886 – 17 mai 1887                     | Républicain radical                                                           | IVe (1885)                                      | Début de construction de la Tour Eiffel (1887). | Jules Grévy Républicain modéré (1879-1887) | |
|     |                                   | Maurice Rouvier (1842-1911)          | 1                     | 30 mai – 4 décembre 1887                           | Républicain modéré                                                            | IVe (1885)                                      | Scandale des décorations (1887) et démission forcée de Grévy. | Jules Grévy Républicain modéré (1879-1887) | |
|     |                                   | Pierre Tirard (1827-1893)            | 1                     | 11 décembre 1887 – 30 mars 1888                    | Républicain modéré                                                            | IVe (1885)                                      | | Sadi Carnot Républicain modéré (1887-1894) | |
|     |                                   | Charles Floquet (1828-1896)          | •                     | 3 avril 1888 – 14 février 1889                     | Républicain radical                                                           | IVe (1885)                                      | | Sadi Carnot Républicain modéré (1887-1894) | |
|     |                                   | Pierre Tirard (1827-1893)            | 2                     | 22 février 1889 – 13 mars 1890                     | Républicain modéré                                                            | IVe (1885)                                      | Inauguration de la Tour Eiffel (1889) et Exposition universelle de 1889. Centenaire de la Révolution (1889). | Sadi Carnot Républicain modéré (1887-1894) | |
|     |                                   | Charles de Freycinet (1828-1923)     | 4                     | 17 mars 1890 – 18 février 1892                     | Républicain modéré                                                            | Ve (1889)                                       | | Sadi Carnot Républicain modéré (1887-1894) | |
|     |                                   | Émile Loubet (1838-1929)             | •                     | 27 février – 28 novembre 1892                      | Républicain modéré                                                            | Ve (1889)                                       | Scandale du Canal de Panama (1892). Formation d'une alliance franco-russe (1892). | Sadi Carnot Républicain modéré (1887-1894) | |
|     |                                   | Alexandre Ribot (1842-1923)          | 1                     | 6 décembre 1892 – 10 janvier 1893                  | Républicain modéré                                                            | Ve (1889)                                       | | Sadi Carnot Républicain modéré (1887-1894) | |
| 2   | 10 janvier – 30 mars 1893         | Alexandre Ribot (1842-1923)          |                       |                                                    | Républicain modéré                                                            | Ve (1889)                                       | | Sadi Carnot Républicain modéré (1887-1894) | |
|     |                                   | Charles Dupuy (1851-1923)            | 1                     | 4 avril – 23 novembre 1893                         | Républicain modéré                                                            | Ve (1889)                                       | | Sadi Carnot Républicain modéré (1887-1894) | |
|     |                                   | Jean Casimir-Perier (1847-1907)      | •                     | 3 décembre 1893 – 22 mai 1894                      | Républicain modéré                                                            | VIe (1893)                                      | Ouverture des Galeries Lafayette (1894). "Lois scélérates" (1893-1894) | Sadi Carnot Républicain modéré (1887-1894) | |
|     |                                   | Charles Dupuy (1851-1923)            | 2                     | 30 mai – 25 juin 1894                              | Républicain modéré                                                            | VIe (1893)                                      | Assassinat du président Carnot par l'anarchiste italien Caserio (1894). | Sadi Carnot Républicain modéré (1887-1894) | |
| 3   | 25 juin 1894 – 15 janvier 1895    | Charles Dupuy (1851-1923)            |                       | Jean Casimir-Perier Républicain modéré (1894-1895) | Républicain modéré                                                            | VIe (1893)                                      | Début de l'Affaire Dreyfus (1894). Démission du président Casimir-Perier, se plaignant d'être ignoré du gouvernement et victime d'impopularité. Plus courte présidence de l'Histoire de la République française. | | |
|     |                                   | Alexandre Ribot (1842-1923)          | 3                     | 26 janvier – 28 octobre 1895                       | Républicain modéré                                                            | VIe (1893)                                      | | Félix Faure Républicain modéré (1895-1899) | |
|     |                                   | Léon Bourgeois (1851-1925)           | •                     | 1er novembre 1895 – 23 avril 1896                  | Républicain radical                                                           | VIe (1893)                                      | | Félix Faure Républicain modéré (1895-1899) | |
|     |                                   | Jules Méline (1838-1925)             | •                     | 28 avril 1896 – 28 juin 1898                       | Républicain modéré                                                            | VIe (1893)                                      | Annexion de Madagascar (1896), la reine Ranavalona III est déposée du trône malgâche. Parution de "J'accuse" d'Emile Zola (1898). | Félix Faure Républicain modéré (1895-1899) | |
|     |                                   | Henri Brisson (1835-1912)            | 2                     | 28 juin – 26 octobre 1898                          | Républicain radical                                                           | VIIe (1898)                                     | Crise de Fachoda (1898). | Félix Faure Républicain modéré (1895-1899) | |
|     |                                   | Charles Dupuy (1851-1923)            | 4                     | 1er novembre 1898 – 18 février 1899                | Républicain modéré                                                            | VIIe (1898)                                     | Mort subite du président Faure d'une hémorragie cérébrale (1899). | Félix Faure Républicain modéré (1895-1899) | |
| 5   | 18 février – 12 juin 1899         | Charles Dupuy (1851-1923)            |                       | Émile Loubet ARD (1899-1906)                       | Républicain modéré                                                            | VIIe (1898)                                     | | | |
|     |                                   | Pierre Waldeck-Rousseau (1847-1904)  | •                     | Émile Loubet ARD (1899-1906)                       | 22 juin 1899 – 3 juin 1902                                                    | VIIe (1898)                                     | Alliance républicaine démocratique | Grâce présidentielle du capitaine Dreyfus (1899). Banquet des maires de France aux Tuileries (1900). Exposition universelle de 1900 et inauguration du métro de Paris. Éruption de la montagne Pelée en 1902. | |
|     |                                   | Émile Combes (1835-1921)             | •                     | Émile Loubet ARD (1899-1906)                       | 7 juin 1902 – 18 janvier 1905                                                 | Parti républicain radical et radical-socialiste | VIIIe (1902) | | Signature de la seconde Entente cordiale (1904). Affaire des fiches (1904). |
|     |                                   | Maurice Rouvier (1842-1911)          | 2                     | Émile Loubet ARD (1899-1906)                       | 24 janvier 1905 – 18 février 1906                                             | Alliance républicaine démocratique              | VIIIe (1902) | Loi sur la séparation des Eglises et de l'Etat (1905). Coup de Tanger (1905) et Conférence d'Algésiras (1906).                                                                                                | |
| 3   | 18 février – 7 mars 1906          | Maurice Rouvier (1842-1911)          |                       | Armand Fallières ARD, PRD (1906-1913)              | Réintégration d'Alfred Dreyfus dans l'armée, fin de l'Affaire Dreyfus (1906). | Alliance républicaine démocratique              | VIIIe (1902) | | |
|     |                                   | Ferdinand Sarrien (1840-1915)        | •                     | Armand Fallières ARD, PRD (1906-1913)              | 14 mars – 20 octobre 1906                                                     | Parti républicain radical et radical-socialiste | VIIIe (1902) | Catastrophe de Courrières. | |
|     |                                   | Georges Clemenceau (1841-1929)       | 1                     | Armand Fallières ARD, PRD (1906-1913)              | 25 octobre 1906 – 20 juillet 1909                                             | Indépendant                                     | IXe (1906) | | |
|     |                                   | Aristide Briand (1862-1932)          | 1                     | Armand Fallières ARD, PRD (1906-1913)              | 24 juillet 1909 – 3 novembre 1910                                             | Socialiste indépendant                          | IXe (1906) | | |
| 2   | 3 novembre 1910 – 27 février 1911 | Aristide Briand (1862-1932)          |                       | Armand Fallières ARD, PRD (1906-1913)              |                                                                               | Socialiste indépendant                          | IXe (1906) | | |
|     |                                   | Ernest Monis (1846-1929)             | •                     | Armand Fallières ARD, PRD (1906-1913)              | 2 mars – 23 juin 1911                                                         | Parti républicain radical et radical-socialiste | Xe (1910) | | |
|     |                                   | Joseph Caillaux (1863-1944)          | •                     | Armand Fallières ARD, PRD (1906-1913)              | 27 juin 1911 – 14 janvier 1912                                                | Parti républicain radical et radical-socialiste | Xe (1910) | Coup d'Agadir (1911). | |
|     |                                   | Raymond Poincaré (1860-1934)         | 1                     | Armand Fallières ARD, PRD (1906-1913)              | 14 janvier 1912 – 21 janvier 1913                                             | Parti républicain démocratique                  | Xe (1910) | Traité de Fès et protectorat français sur le Maroc (1912). | |
|     |                                   | Aristide Briand (1862-1932)          | 3                     | Armand Fallières ARD, PRD (1906-1913)              | 21 janvier – 18 février 1913                                                  | Parti républicain-socialiste                    | Xe (1910) | | |
| 4   | 18 février – 22 mars 1913         | Aristide Briand (1862-1932)          |                       | Raymond Poincaré PRD, ARD (1913-1920)              |                                                                               | Parti républicain-socialiste                    | Xe (1910) | | |
|     |                                   | Louis Barthou (1862-1934)            | •                     | Raymond Poincaré PRD, ARD (1913-1920)              | 22 mars – 2 décembre 1913                                                     | Parti républicain démocratique                  | Xe (1910) | | |
|     |                                   | Gaston Doumergue (1863-1937)         | 1                     | Raymond Poincaré PRD, ARD (1913-1920)              | 2 décembre 1913 – 2 juin 1914                                                 | Parti républicain radical et radical-socialiste | Xe (1910) | | |
|     |                                   | Alexandre Ribot (1842-1923)          | 4                     | Raymond Poincaré PRD, ARD (1913-1920)              | 9 – 12 juin 1914                                                              | Fédération républicaine                         | XIe (1914) | | |
|     |                                   | René Viviani (1863-1925)             | 1                     | Raymond Poincaré PRD, ARD (1913-1920)              | 13 juin – 26 août 1914                                                        | Parti républicain-socialiste                    | XIe (1914) | Début de la Première guerre mondiale (1914). | |
| 2   | 26 août 1914 – 29 octobre 1915    | René Viviani (1863-1925)             |                       | Raymond Poincaré PRD, ARD (1913-1920)              |                                                                               | Parti républicain-socialiste                    | XIe (1914) | Début de la Première guerre mondiale (1914). | |
|     |                                   | Aristide Briand (1862-1932)          | 5                     | Raymond Poincaré PRD, ARD (1913-1920)              | 29 octobre 1915 – 12 décembre 1916                                            | Parti républicain-socialiste                    | XIe (1914) | Bataille de Verdun (1916). Bataille de la Somme (1916). | |
| 6   | 12 décembre 1916 – 17 mars 1917   | Aristide Briand (1862-1932)          |                       | Raymond Poincaré PRD, ARD (1913-1920)              |                                                                               | Parti républicain-socialiste                    | XIe (1914) | Bataille de Verdun (1916). Bataille de la Somme (1916). | |
|     |                                   | Alexandre Ribot (1842-1923)          | 5                     | Raymond Poincaré PRD, ARD (1913-1920)              | 20 mars – 7 septembre 1917                                                    | Fédération républicaine                         | XIe (1914) | Philippe Pétain devient le commandant en chef des armées françaises (1917). | |
|     |                                   | Paul Painlevé (1863-1933)            | 1                     | Raymond Poincaré PRD, ARD (1913-1920)              | 12 septembre – 13 novembre 1917                                               | Parti républicain-socialiste                    | XIe (1914) | | |
|     |                                   | Georges Clemenceau (1841-1929)       | 2                     | Raymond Poincaré PRD, ARD (1913-1920)              | 16 novembre 1917 – 18 janvier 1920                                            | Indépendant                                     | XIe (1914) | Fin de la Première guerre mondiale (1918). Traité de Versailles (1919). | |
|     |                                   | Alexandre Millerand (1859-1943)      | 1                     | Raymond Poincaré PRD, ARD (1913-1920)              | 20 janvier – 18 février 1920                                                  | Indépendant                                     | XIe (1914) | | |
| 2   | 18 février – 23 septembre 1920    | Alexandre Millerand (1859-1943)      | XIIe (1919)           |                                                    | Paul Deschanel ARD, PRDS (1920)                                               | Indépendant                                     | Démission du président Deschanel pour cause de troubles mentaux (1920). | | |
|     |                                   | Georges Leygues (1857-1933)          | XIIe (1919)           | •                                                  | 24 septembre 1920 – 7 janvier 1921                                            | Parti républicain démocratique et social        | | Alexandre Millerand Indépendant (1920-1924) | |
|     |                                   | Aristide Briand (1862-1932)          | XIIe (1919)           | 7                                                  | 16 janvier 1921 – 12 janvier 1922                                             | Parti républicain-socialiste                    | | Alexandre Millerand Indépendant (1920-1924) | |
|     |                                   | Raymond Poincaré (1860-1934)         | XIIe (1919)           | 2                                                  | 15 janvier 1922 – 29 mars 1924                                                | Parti républicain démocratique et social        | Occupation de la Ruhr (1923). | Alexandre Millerand Indépendant (1920-1924) | |
| 3   | 29 mars – 1er juin 1924           | Raymond Poincaré (1860-1934)         | XIIe (1919)           |                                                    |                                                                               | Parti républicain démocratique et social        | Occupation de la Ruhr (1923). | Alexandre Millerand Indépendant (1920-1924) | |
|     |                                   | Frédéric François-Marsal (1874-1956) | XIIe (1919)           | •                                                  | 8 – 10 juin 1924                                                              | Fédération républicaine                         | | Alexandre Millerand Indépendant (1920-1924) | |
|     |                                   | Édouard Herriot (1872-1957)          | 1                     | 14 juin 1924 – 10 avril 1925                       | Parti républicain radical et radical-socialiste                               | XIIIe (1924)                                    | | Gaston Doumergue PRRRS (1924-1931) | Formation du "Cartel des gauches" (1924). Reconnaissance de l'URSS de Staline (1924). Intervention de la France dans la guerre du Rif (1925).                                                                                   |
|     |                                   | Paul Painlevé (1863-1933)            | 2                     | 17 avril – 27 octobre 1925                         | Parti républicain-socialiste                                                  | XIIIe (1924)                                    | Accords de Locarno (1925). | Gaston Doumergue PRRRS (1924-1931) | |
| 3   | 27 octobre – 22 novembre 1925     | Paul Painlevé (1863-1933)            |                       |                                                    | Parti républicain-socialiste                                                  | XIIIe (1924)                                    | Accords de Locarno (1925). | Gaston Doumergue PRRRS (1924-1931) | |
|     |                                   | Aristide Briand (1862-1932)          | 8                     | 28 novembre 1925 – 6 mars 1926                     | Parti républicain-socialiste                                                  | XIIIe (1924)                                    | | Gaston Doumergue PRRRS (1924-1931) | |
| 9   | 6 mars – 15 juin 1926             | Aristide Briand (1862-1932)          |                       |                                                    | Parti républicain-socialiste                                                  | XIIIe (1924)                                    | | Gaston Doumergue PRRRS (1924-1931) | |
| 10  | 15 juin – 17 juillet 1926         | Aristide Briand (1862-1932)          |                       |                                                    | Parti républicain-socialiste                                                  | XIIIe (1924)                                    | | Gaston Doumergue PRRRS (1924-1931) | |
|     |                                   | Édouard Herriot (1872-1957)          | 2                     | 19 – 21 juillet 1926                               | Parti républicain radical et radical-socialiste                               | XIIIe (1924)                                    | | Gaston Doumergue PRRRS (1924-1931) | |
|     |                                   | Raymond Poincaré (1860-1934)         | 4                     | 23 juillet 1926 – 6 novembre 1928                  | Alliance démocratique                                                         | XIIIe (1924)                                    | Entrée de l'Allemagne à la Société des Nations, soutenue par le couple Briand-Stresemann (1926). Ouragan Okeechobee. | Gaston Doumergue PRRRS (1924-1931) | |
| 5   | 6 novembre 1928 – 26 juillet 1929 | Raymond Poincaré (1860-1934)         | XIVe (1928)           |                                                    | Alliance démocratique                                                         |                                                 | Entrée de l'Allemagne à la Société des Nations, soutenue par le couple Briand-Stresemann (1926). Ouragan Okeechobee. | Gaston Doumergue PRRRS (1924-1931) | |
|     |                                   | Aristide Briand (1862-1932)          | XIVe (1928)           | 11                                                 | 29 juillet – 22 octobre 1929                                                  | Parti républicain-socialiste                    | | Gaston Doumergue PRRRS (1924-1931) | |
|     |                                   | André Tardieu (1876-1945)            | XIVe (1928)           | 1                                                  | 3 novembre 1929 – 17 février 1930                                             | Alliance démocratique                           | Krach de 1929, début de la Grande dépression. | Gaston Doumergue PRRRS (1924-1931) | |
|     |                                   | Camille Chautemps (1885-1963)        | XIVe (1928)           | 1                                                  | 21 – 25 février 1930                                                          | Parti républicain radical et radical-socialiste | | Gaston Doumergue PRRRS (1924-1931) | |
|     |                                   | André Tardieu (1876-1945)            | XIVe (1928)           | 2                                                  | 2 mars – 4 décembre 1930                                                      | Alliance démocratique                           | Inondations de mars 1930 dans le bassin du Tarn. | Gaston Doumergue PRRRS (1924-1931) | |
|     |                                   | Théodore Steeg (1868-1950)           | XIVe (1928)           | •                                                  | 13 décembre 1930 – 22 janvier 1931                                            | Parti républicain radical et radical-socialiste | | Gaston Doumergue PRRRS (1924-1931) | |
|     |                                   | Pierre Laval (1883-1945)             | XIVe (1928)           | 1                                                  | 27 janvier – 13 juin 1931                                                     | Divers droite                                   | | Gaston Doumergue PRRRS (1924-1931) | |
| 2   | 13 juin 1931 – 12 janvier 1932    | Pierre Laval (1883-1945)             | XIVe (1928)           |                                                    | Paul Doumer Indépendant (1931-1932)                                           | Divers droite                                   | | | |
| 3   | 12 janvier – 6 février 1932       | Pierre Laval (1883-1945)             | XIVe (1928)           |                                                    | Paul Doumer Indépendant (1931-1932)                                           | Divers droite                                   | | | |
|     |                                   | André Tardieu (1876-1945)            | XIVe (1928)           | 3                                                  | Paul Doumer Indépendant (1931-1932)                                           | 20 février – 3 juin 1932                        | Alliance démocratique | Assassinat du président Doumer par l'anticommuniste russe Paul Gorgulov (1932). | |
|     |                                   | Édouard Herriot (1872-1957)          | 3                     | 3 juin – 14 décembre 1932                          | Parti républicain radical et radical-socialiste                               | XVe (1932)                                      | | Albert Lebrun AD (1932-1940) | |
|     |                                   | Joseph Paul-Boncour (1873-1972)      | •                     | 18 décembre 1932 – 28 janvier 1933                 | Parti républicain-socialiste                                                  | XVe (1932)                                      | | Albert Lebrun AD (1932-1940) | |
|     |                                   | Édouard Daladier (1884-1970)         | 1                     | 31 janvier – 24 octobre 1933                       | Parti républicain radical et radical-socialiste                               | XVe (1932)                                      | | Albert Lebrun AD (1932-1940) | |
|     |                                   | Albert Sarraut (1872-1962)           | 1                     | 26 octobre – 24 novembre 1933                      | Parti républicain radical et radical-socialiste                               | XVe (1932)                                      | | Albert Lebrun AD (1932-1940) | |
|     |                                   | Camille Chautemps (1885-1963)        | 2                     | 26 novembre 1933 – 27 janvier 1934                 | Parti républicain radical et radical-socialiste                               | XVe (1932)                                      | | Albert Lebrun AD (1932-1940) | |
|     |                                   | Édouard Daladier (1884-1970)         | 2                     | 30 janvier – 7 février 1934                        | Parti républicain radical et radical-socialiste                               | XVe (1932)                                      | Crise du 6 février 1934. | Albert Lebrun AD (1932-1940) | |
|     |                                   | Gaston Doumergue (1864-1937)         | 2                     | 9 février – 8 novembre 1934                        | Parti républicain radical et radical-socialiste                               | XVe (1932)                                      | | Albert Lebrun AD (1932-1940) | |
|     |                                   | Pierre-Étienne Flandin (1889-1958)   | 1                     | 8 novembre 1934 – 31 mai 1935                      | Alliance démocratique                                                         | XVe (1932)                                      | | Albert Lebrun AD (1932-1940) | |
|     |                                   | Fernand Bouisson (1874-1959)         | •                     | 1 – 4 juin 1935                                    | Parti républicain-socialiste                                                  | XVe (1932)                                      | | Albert Lebrun AD (1932-1940) | |
|     |                                   | Pierre Laval (1883-1945)             | 4                     | 7 juin 1935 – 22 janvier 1936                      | Divers droite                                                                 | XVe (1932)                                      | | Albert Lebrun AD (1932-1940) | |
|     |                                   | Albert Sarraut (1872-1962)           | 2                     | 24 janvier – 4 juin 1936                           | Parti républicain radical et radical-socialiste                               | XVe (1932)                                      | Formation du Front populaire (1936). | Albert Lebrun AD (1932-1940) | |
|     |                                   | Léon Blum (1872-1950)                | 1                     | 4 juin 1936 – 21 juin 1937                         | Section française de l'Internationale ouvrière                                | XVIe (1936)                                     | Premier Juif à diriger un gouvernement français. Non-intervention durant la guerre civile espagnole, discours de Luna Park (1936). | Albert Lebrun AD (1932-1940) | |
|     |                                   | Camille Chautemps (1885-1963)        | 3                     | 29 juin 1937 – 14 janvier 1938                     | Parti républicain radical et radical-socialiste                               | XVIe (1936)                                     | Création de la SNCF (1938). | Albert Lebrun AD (1932-1940) | |
| 4   | 14 janvier – 10 mars 1938         | Camille Chautemps (1885-1963)        |                       |                                                    | Parti républicain radical et radical-socialiste                               | XVIe (1936)                                     | Création de la SNCF (1938). | Albert Lebrun AD (1932-1940) | |
|     |                                   | Léon Blum (1872-1950)                | 2                     | 13 mars – 8 avril 1938                             | Section française de l'Internationale ouvrière                                | XVIe (1936)                                     | Echec du Front populaire (1938). | Albert Lebrun AD (1932-1940) | |
|     |                                   | Édouard Daladier (1884-1970)         | 3                     | 12 avril 1938 – 13 mai 1939                        | Parti républicain radical et radical-socialiste                               | XVIe (1936)                                     | Accords de Munich (1938). Début de la Seconde guerre mondiale (1939). Début de la "drôle de guerre". | Albert Lebrun AD (1932-1940) | |
| 4   | 13 mai – 13 septembre 1939        | Édouard Daladier (1884-1970)         |                       |                                                    | Parti républicain radical et radical-socialiste                               | XVIe (1936)                                     | Accords de Munich (1938). Début de la Seconde guerre mondiale (1939). Début de la "drôle de guerre". | Albert Lebrun AD (1932-1940) | |
| 5   | 13 septembre 1939 – 20 mars 1940  | Édouard Daladier (1884-1970)         |                       |                                                    | Parti républicain radical et radical-socialiste                               | XVIe (1936)                                     | Accords de Munich (1938). Début de la Seconde guerre mondiale (1939). Début de la "drôle de guerre". | Albert Lebrun AD (1932-1940) | |
|     |                                   | Paul Reynaud (1878-1966)             | •                     | 22 mars – 16 juin 1940                             | Alliance démocratique                                                         | XVIe (1936)                                     | Bataille de France (1940). Fuite du gouvernement à Bordeaux le 10 juin 1940. | Albert Lebrun AD (1932-1940) | |
|     |                                   | Philippe Pétain (1856-1951)          | •                     | 16 juin – 10 juillet 1940                          | Indépendant                                                                   | XVIe (1936)                                     | Appel du 17 juin de Pétain pour l'armistice : « C’est le cœur serré que je vous dis aujourd'hui qu’il faut cesser le combat » (1940). Signature de l'armistice à Rethondes (1940). Le président Lebrun refuse de démissionner, l'Assemblée nationale vote les pleins pouvoirs constituants au maréchal Pétain (1940). Fin de la IIIe République (1940). | Albert Lebrun AD (1932-1940) | |

#### Particularités
- Neuf chefs de gouvernement étaient présidents de l'Assemblée nationale au moment de leur nomination : Louis Buffet, Léon Gambetta, Henri Brisson (I et II), Charles Floquet, Jean Casimir-Perier, Charles Dupuy, Paul Painlevé (II), Édouard Herriot (II) et Fernand Bouisson.
- Cinq d'entre eux le seront de nouveau : Charles Floquet, Jean Casimir-Perier, Henri Brisson, Édouard Herriot (II) et Fernand Bouisson.
- Jules Méline a été président de l'Assemblée nationale et Léon Bourgeois le sera plus tard.
- Cinq chefs de gouvernement ont été plus tard présidents du Sénat : Jules Ferry, Émile Loubet, Armand Fallières, Léon Bourgeois, et Gaston Doumergue.
- Cinq chefs de gouvernement ont été plus tard présidents de la République : Adolphe Thiers, Jean Casimir-Perier, Émile Loubet, Armand Fallières et Gaston Doumergue.
- Deux chefs de gouvernement en fonction ont remporté l'élection présidentielle : Raymond Poincaré et Alexandre Millerand.
- Deux anciens présidents de la République sont redevenus président du conseil : Raymond Poincaré par deux fois et Gaston Doumergue.
- Pierre Waldeck-Rousseau, Georges Clemenceau et Raymond Poincaré sont les seuls à avoir exercé la fonction durant près de trois ans en continu.
- Ont été élus à l'Académie française : Albert de Broglie, Jules Dufaure, Raymond Poincaré, Georges Clemenceau, Philippe Pétain.

### France libre / Régime de Vichy (1940-1944)
Le gouvernement Pétain signe le traité d'armistice du 22 juin 1940. Réunie à Vichy le 10 juillet suivant, l'Assemblée nationale vote les pleins pouvoirs constituants au maréchal Pétain. Le lendemain, celui-ci prend un acte constitutionnel qui le nomme « chef de l'État français », une fonction qu'il conserve jusqu'au 20 août 1944. S’il n’est plus officiellement président du Conseil, il conserve, selon les termes de l'acte, « la plénitude du pouvoir gouvernemental ». Le chef de l’État est assisté d'un « vice-président du Conseil », les détenteurs de ce poste donnant, par défaut, leurs noms aux gouvernements successifs. Cette situation de confusion et d'ambiguïté entre les fonctions de chef de l’État et de chef du gouvernement dure jusqu'à la promulgation de l'acte constitutionnel du 18 avril 1942, qui institue une fonction de « chef du gouvernement », devant assurer la « direction effective de la politique intérieure et extérieure de la France » sous la responsabilité du chef de l’État.
À la suite de son appel du 18 juin 1940, refusant l’armistice, le général de Gaulle dirige depuis Londres l’organisation de Résistance de la France libre, qui se considère comme la continuité du régime républicain et comme la seule autorité représentant la France. Un véritable gouvernement est mis en place le 24 septembre 1941 sous le nom de Comité national français (CNF). Le 3 juin 1943, après la libération de l'Afrique française du Nord par les Alliés, la France libre fusionne avec le Commandement en chef français civil et militaire d'Alger pour former le Comité français de Libération nationale (CFLN). Charles de Gaulle et Henri Giraud président d'abord conjointement ce Comité, puis, le 4 août 1943, de Gaulle est choisi seul président chargé de l'action gouvernementale. Le Comité dirige pendant un an, jusqu'au 3 juin 1944, une partie du territoire de l'Empire français, puis est renommé en Gouvernement provisoire de la République française (GPRF) pour affirmer la souveraineté sur le territoire métropolitain, qui est progressivement libéré après le débarquement de Normandie.
| France libre, France combattante, puis Comité français de la Libération nationale (CFLN)               | France libre, France combattante, puis Comité français de la Libération nationale (CFLN) | France libre, France combattante, puis Comité français de la Libération nationale (CFLN)                                        |                                                                           | État français (dit « régime de Vichy ») | État français (dit « régime de Vichy »)    | État français (dit « régime de Vichy »)                                               | État français (dit « régime de Vichy ») | État français (dit « régime de Vichy ») |
| --- | ---------------------------------------------------------------------------------------- | --- | ------------------------------------------------------------------------- | --------------------------------------- | ------------------------------------------ | ------------------------------------------------------------------------------------- | --- | --------------------------------------- |
| Nom (régime)                                                                                           | Dates                                                                                    | Intitulé de la fonction | Nom (gouvernement)                                                        | Dates                                   | Intitulé de la fonction                    | Chef de l'État                                                                        | Notes |                                         |
| Charles de Gaulle (1890-1970) (France libre puis « France combattante »)                               | 11 juillet 1940 – 24 septembre 1941                                                      | Président (Conseil de défense de l'Empire)                                                                                      | Pierre Laval (1883-1945) (V)                                              | 12 juillet – 13 décembre 1940           | Vice-président du Conseil des ministres    | Philippe Pétain 11 juillet 1940 – 19 août 1944                                        | Allocution de Pétain le 30 octobre 1940 : « j'entre aujourd'hui dans la voie de la collaboration ». Politique de la "Révolution nationale" (1940-1944). |                                         |
| Charles de Gaulle (1890-1970) (France libre puis « France combattante »)                               | 11 juillet 1940 – 24 septembre 1941                                                      | Président (Conseil de défense de l'Empire)                                                                                      | Pierre-Étienne Flandin (1889-1958) (II)                                   | 13 décembre 1940 – 9 février 1941       | Vice-président du Conseil des ministres    | Philippe Pétain 11 juillet 1940 – 19 août 1944                                        | |                                         |
| Charles de Gaulle (1890-1970) (France libre puis « France combattante »)                               | 11 juillet 1940 – 24 septembre 1941                                                      | Président (Conseil de défense de l'Empire)                                                                                      | François Darlan (1881-1942) (•)                                           | 10 février 1941 – 18 avril 1942         | Vice-président du Conseil des ministres    | Philippe Pétain 11 juillet 1940 – 19 août 1944                                        | |                                         |
| Charles de Gaulle (1890-1970) (France libre puis « France combattante »)                               | 24 septembre 1941 – 3 juin 1943                                                          | Président (Comité national français)                                                                                            | François Darlan (1881-1942) (•)                                           | 10 février 1941 – 18 avril 1942         | Vice-président du Conseil des ministres    | Philippe Pétain 11 juillet 1940 – 19 août 1944                                        | |                                         |
| Charles de Gaulle (1890-1970) (France libre puis « France combattante »)                               | 24 septembre 1941 – 3 juin 1943                                                          | Président (Comité national français)                                                                                            | Pierre Laval (1883-1945) (VI)                                             | 18 avril 1942 – 19 août 1944            | Chef du gouvernement                       | Philippe Pétain 11 juillet 1940 – 19 août 1944                                        | Rafle du Vel d'Hiv des 16 et 17 juillet 1942. Occupation de la zone libre (1942).                                                                       |                                         |
| Charles de Gaulle (1890-1970) et Henri Giraud (1879-1949) (Comité français de la Libération nationale) | 3 juin 1943 – 3 juin 1944                                                                | Charles de Gaulle : président du Comité chargé de l'action gouvernementale Henri Giraud : co-président du 3 juin au 4 août 1943 | Pierre Laval (1883-1945) (VI)                                             | 18 avril 1942 – 19 août 1944            | Chef du gouvernement                       | Philippe Pétain 11 juillet 1940 – 19 août 1944                                        | Rafle du Vel d'Hiv des 16 et 17 juillet 1942. Occupation de la zone libre (1942).                                                                       |                                         |
| Gouvernement provisoire de la République française (GPRF) à partir du 3 juin 1944                      | Gouvernement provisoire de la République française (GPRF) à partir du 3 juin 1944        | Gouvernement provisoire de la République française (GPRF) à partir du 3 juin 1944                                               | Fernand de Brinon (1885-1947) (Commission gouvernementale de Sigmaringen) | 1er septembre 1944 – 23 avril 1945      | Président de la commission gouvernementale | Pétain refuse d’exercer ses fonctions et de participer aux activités de la commission | |                                         |

### Gouvernement provisoire de la République française (1944-1947)
Dans le Gouvernement provisoire de la République française (GPRF), les fonctions de chef du gouvernement et de chef de l'État sont confondues, et ce jusqu'à l'adoption de la constitution du 27 octobre 1946 et à la mise en place, en janvier 1947, des institutions de la Quatrième République.

#### Liste
| Nom | Nom                                | Nom                           | Gouvernement et dates   | Gouvernement et dates               | Parti                     | Législature (élection)         | Chef de l'État                                                 | Notes                                                          |
| --- | ---------------------------------- | ----------------------------- | ----------------------- | ----------------------------------- | ------------------------- | ------------------------------ | -------------------------------------------------------------- | -------------------------------------------------------------- |
|     |                                    | Charles de Gaulle (1890-1970) | 1                       | 10 septembre 1944 – 2 novembre 1945 | Indépendant               | Consultative provisoire (1944) | Fusion des fonctions de chef du gouvernement et de chef d'État | Signature des actes de capitulation du Troisième Reich (1945). |
| 2   | 21 novembre 1945 – 20 janvier 1946 | Charles de Gaulle (1890-1970) | Ire Constituante (1945) |                                     | Indépendant               |                                | Fusion des fonctions de chef du gouvernement et de chef d'État |                                                                |
|     |                                    | Félix Gouin (1884-1977)       | Ire Constituante (1945) | •                                   | 26 janvier – 24 juin 1946 | SFIO                           | Fusion des fonctions de chef du gouvernement et de chef d'État |                                                                |
|     |                                    | Georges Bidault (1899-1983)   | 1                       | 24 juin – 28 novembre 1946          | MRP                       | IIe Constituante (juin 1946)   | Fusion des fonctions de chef du gouvernement et de chef d'État |                                                                |
|     |                                    | Léon Blum (1872-1950)         | 3                       | 16 décembre 1946 – 16 janvier 1947  | SFIO                      | Ire (nov. 1946)                | Vincent Auriol, président de l'Assemblée nationale             | Début de la guerre d'Indochine (1946).                         |

### Quatrième République (1947-1959)

#### Liste
| Président du Conseil des ministres | Président du Conseil des ministres | Président du Conseil des ministres   | Gouvernement et dates | Gouvernement et dates              | Parti                             | Législature (élection)                                            | Président (dates du mandat)                                                                  | Président (dates du mandat) | Notes                                                             |
| ---------------------------------- | ---------------------------------- | ------------------------------------ | --------------------- | ---------------------------------- | --------------------------------- | ----------------------------------------------------------------- | -------------------------------------------------------------------------------------------- | --- | ----------------------------------------------------------------- |
|                                    |                                    | Léon Blum (1872-1950)                | 3                     | 16 décembre 1946 – 16 janvier 1947 | SFIO                              | Ire (nov. 1946)                                                   |                                                                                              | Vincent Auriol, président de l'Assemblée nationale                                                                                               | Début de la guerre d'Indochine (1946).                            |
|                                    |                                    | Paul Ramadier (1888-1961)            | 1                     | 22 janvier – 22 octobre 1947       | SFIO                              | Ire (nov. 1946)                                                   |                                                                                              | Vincent Auriol SFIO (1947–1954) | Début de la guerre froide (1947). Plan Marshall en Europe (1947). |
| 2                                  | 22 octobre – 19 novembre 1947      | Paul Ramadier (1888-1961)            |                       |                                    | SFIO                              | Ire (nov. 1946)                                                   |                                                                                              | Vincent Auriol SFIO (1947–1954) | Début de la guerre froide (1947). Plan Marshall en Europe (1947). |
|                                    |                                    | Robert Schuman (1886-1963)           | 1                     | 24 novembre 1947 – 19 juillet 1948 | MRP                               | Ire (nov. 1946)                                                   |                                                                                              | Vincent Auriol SFIO (1947–1954) |                                                                   |
|                                    |                                    | André Marie (1897-1974)              | •                     | 26 juillet – 28 août 1948          | RAD                               | Ire (nov. 1946)                                                   |                                                                                              | Vincent Auriol SFIO (1947–1954) |                                                                   |
|                                    |                                    | Robert Schuman (1886-1963)           | 2                     | 5 – 7 septembre 1948               | MRP                               | Ire (nov. 1946)                                                   |                                                                                              | Vincent Auriol SFIO (1947–1954) |                                                                   |
|                                    |                                    | Henri Queuille (1884-1970)           | 1                     | 11 septembre 1948 – 5 octobre 1949 | RAD                               | Ire (nov. 1946)                                                   | Intégration au sein de l'OTAN (1949).                                                        | Vincent Auriol SFIO (1947–1954) |                                                                   |
|                                    |                                    | Georges Bidault (1899-1983)          | 2                     | 28 octobre 1949 – 7 février 1950   | MRP                               | Ire (nov. 1946)                                                   |                                                                                              | Vincent Auriol SFIO (1947–1954) |                                                                   |
| 3                                  | 7 février – 24 juin 1950           | Georges Bidault (1899-1983)          |                       |                                    | MRP                               | Ire (nov. 1946)                                                   |                                                                                              | Vincent Auriol SFIO (1947–1954) |                                                                   |
|                                    |                                    | Henri Queuille (1884-1970)           | 2                     | 2 – 4 juillet 1950                 | RAD                               | Ire (nov. 1946)                                                   |                                                                                              | Vincent Auriol SFIO (1947–1954) |                                                                   |
|                                    |                                    | René Pleven (1901-1993)              | 1                     | 12 juillet 1950 – 28 février 1951  | UDSR                              | Ire (nov. 1946)                                                   |                                                                                              | Vincent Auriol SFIO (1947–1954) |                                                                   |
|                                    |                                    | Henri Queuille (1884-1970)           | 3                     | 10 mars – 10 juillet 1951          | RAD                               | Ire (nov. 1946)                                                   | Création de la CECA (1951).                                                                  | Vincent Auriol SFIO (1947–1954) |                                                                   |
| IIe (1951)                         |                                    | Henri Queuille (1884-1970)           | 3                     | 10 mars – 10 juillet 1951          | RAD                               |                                                                   | Création de la CECA (1951).                                                                  | Vincent Auriol SFIO (1947–1954) |                                                                   |
|                                    |                                    | René Pleven (1901-1993)              | 2                     | 11 août 1951 – 17 janvier 1952     | UDSR                              |                                                                   |                                                                                              | Vincent Auriol SFIO (1947–1954) |                                                                   |
|                                    |                                    | Edgar Faure (1908-1988)              | 1                     | 20 janvier – 29 février 1952       | RAD                               |                                                                   |                                                                                              | Vincent Auriol SFIO (1947–1954) |                                                                   |
|                                    |                                    | Antoine Pinay (1891-1994)            | •                     | 8 mars – 22 décembre 1952          | CNIP                              |                                                                   |                                                                                              | Vincent Auriol SFIO (1947–1954) |                                                                   |
|                                    |                                    | René Mayer (1894-1972)               | •                     | 8 janvier – 21 mai 1953            | RAD                               |                                                                   |                                                                                              | Vincent Auriol SFIO (1947–1954) |                                                                   |
|                                    |                                    | Joseph Laniel (1889-1975)            | 1                     | 28 juin 1953 – 16 janvier 1954     | CNIP                              |                                                                   |                                                                                              | Vincent Auriol SFIO (1947–1954) |                                                                   |
| 2                                  | 16 janvier – 12 juin 1954          | Joseph Laniel (1889-1975)            |                       | René Coty CNIP (1954–1959)         | CNIP                              | Instauration de la TVA (1954).                                    |                                                                                              | |                                                                   |
|                                    |                                    | Pierre Mendès France (1907-1982)     | •                     | René Coty CNIP (1954–1959)         | 19 juin 1954 – 4 février 1955     | RAD                                                               | Fin de la guerre d'Indochine (1954). Toussaint rouge et début de la guerre d'Algérie (1954). | |                                                                   |
|                                    |                                    | Edgar Faure (1908-1988)              | 2                     | René Coty CNIP (1954–1959)         | 23 février 1955 – 24 janvier 1956 | RAD                                                               |                                                                                              | |                                                                   |
|                                    |                                    | Guy Mollet (1905-1975)               | •                     | René Coty CNIP (1954–1959)         | 1er février 1956 – 21 mai 1957    | SFIO                                                              | IIIe (1956)                                                                                  | Indépendances du Maroc et de la Tunisie (1956). Crise du Canal de Suez (1956). Création de la CEE (1957).                                        |                                                                   |
|                                    |                                    | Maurice Bourgès-Maunoury (1915-1993) | •                     | René Coty CNIP (1954–1959)         | 13 juin – 30 septembre 1957       | RAD                                                               | IIIe (1956)                                                                                  | |                                                                   |
|                                    |                                    | Félix Gaillard (1919-1970)           | •                     | René Coty CNIP (1954–1959)         | 6 novembre 1957 – 15 avril 1958   | RAD                                                               | IIIe (1956)                                                                                  | |                                                                   |
|                                    |                                    | Pierre Pflimlin (1907-2000)          | •                     | René Coty CNIP (1954–1959)         | 14 – 28 mai 1958                  | MRP                                                               | IIIe (1956)                                                                                  | Crise de mai 1958. |                                                                   |
|                                    |                                    | Charles de Gaulle (1890-1970)        | 3                     | René Coty CNIP (1954–1959)         | 1er juin 1958 – 8 janvier 1959    | Indépendant (soutenu par les Républicains sociaux puis par l'UNR) | IIIe (1956)                                                                                  | Discours de de Gaulle à Alger du 4 juin 1958 : « Je vous ai compris ». Référendum et promulgation de la constitution de la Ve République (1958). |                                                                   |

#### Particularités
- Onze présidents du Conseil exerceront d'autres fonctions ministérielles après avoir quitté Matignon : Paul Ramadier, Robert Schuman, André Marie, Henri Queuille, Georges Bidault, René Pleven, Edgar Faure, Antoine Pinay, Guy Mollet, Maurice Bourgès-Maunoury et Pierre Pflimlin.
- Un chef de gouvernement sera plus tard Président de l'Assemblée Nationale : Edgar Faure
- Deux présidents du Conseil en fonction se sont présentés à l'élection présidentielle du moment : Joseph Laniel (1953), Charles de Gaulle (1958)
- Trois chefs du gouvernement se sont présentés à une élection présidentielle après avoir quitté leurs fonctions : Antoine Pinay (1953), Georges Bidault (1953), Charles de Gaulle (1965).

### Cinquième République (depuis 1959)

#### Liste
| Premier ministre (date de naissance et de décès) | Premier ministre (date de naissance et de décès)                | Premier ministre (date de naissance et de décès) | Gouvernement et dates         | Gouvernement et dates                                         | Parti                                                    | Législature (élection)      | Président (dates du mandat) | Président (dates du mandat)                            | Notes, faits marquants sur la période |
| ------------------------------------------------ | --------------------------------------------------------------- | ------------------------------------------------ | ----------------------------- | ------------------------------------------------------------- | -------------------------------------------------------- | --------------------------- | --- | ------------------------------------------------------ | --- |
|                                                  |                                                                 | Michel Debré (1912-1996)                         | •                             | 8 janvier 1959 – 14 avril 1962                                | UNR                                                      | Ire (1958)                  | | Charles de Gaulle UNR, UNR-UDT, UD-Ve, UDR (1959-1969) | Rupture du barrage de Malpasset (1959). Obtention de l'arme nucléaire (1960). Mise en circulation du nouveau franc (1960). Deuxième présidence française du conseil de la CEE (1962). |
|                                                  |                                                                 | Georges Pompidou (1911-1974)                     | 1                             | 14 avril – 28 novembre 1962                                   | UNR (1962) UNR-UDT (1962-1967) UD-Ve (1967-1968)         | Ire (1958)                  | Premier gouvernement censuré de la Ve République (1962) Fin de la guerre d'Algérie et indépendance de l'Algérie (1962). Attentat du Petit-Clamart et référendum sur l'élection présidentielle au suffrage universel direct (1962). Ouvertures des premières centrales nucléaires. Politique de la chaise vide (1965-1966). Retrait de la France de l'OTAN (1966). Crise de Mai 68. | Charles de Gaulle UNR, UNR-UDT, UD-Ve, UDR (1959-1969) | |
| 2                                                | 28 novembre 1962 – 8 janvier 1966                               | Georges Pompidou (1911-1974)                     | IIe (1962)                    |                                                               | UNR (1962) UNR-UDT (1962-1967) UD-Ve (1967-1968)         |                             | Premier gouvernement censuré de la Ve République (1962) Fin de la guerre d'Algérie et indépendance de l'Algérie (1962). Attentat du Petit-Clamart et référendum sur l'élection présidentielle au suffrage universel direct (1962). Ouvertures des premières centrales nucléaires. Politique de la chaise vide (1965-1966). Retrait de la France de l'OTAN (1966). Crise de Mai 68. | Charles de Gaulle UNR, UNR-UDT, UD-Ve, UDR (1959-1969) | |
| 3                                                | 8 janvier 1966 – 6 avril 1967 (démission le 1er avril 1967)     | Georges Pompidou (1911-1974)                     | IIe (1962)                    |                                                               | UNR (1962) UNR-UDT (1962-1967) UD-Ve (1967-1968)         |                             | Premier gouvernement censuré de la Ve République (1962) Fin de la guerre d'Algérie et indépendance de l'Algérie (1962). Attentat du Petit-Clamart et référendum sur l'élection présidentielle au suffrage universel direct (1962). Ouvertures des premières centrales nucléaires. Politique de la chaise vide (1965-1966). Retrait de la France de l'OTAN (1966). Crise de Mai 68. | Charles de Gaulle UNR, UNR-UDT, UD-Ve, UDR (1959-1969) | |
| 4                                                | 6 avril 1967 – 10 juillet 1968                                  | Georges Pompidou (1911-1974)                     | IIIe (1967)                   |                                                               | UNR (1962) UNR-UDT (1962-1967) UD-Ve (1967-1968)         |                             | Premier gouvernement censuré de la Ve République (1962) Fin de la guerre d'Algérie et indépendance de l'Algérie (1962). Attentat du Petit-Clamart et référendum sur l'élection présidentielle au suffrage universel direct (1962). Ouvertures des premières centrales nucléaires. Politique de la chaise vide (1965-1966). Retrait de la France de l'OTAN (1966). Crise de Mai 68. | Charles de Gaulle UNR, UNR-UDT, UD-Ve, UDR (1959-1969) | |
|                                                  |                                                                 | Maurice Couve de Murville (1907-1999)            | •                             | 10 juillet 1968 – 20 juin 1969                                | UD-Ve (1968) UDR (1968-1969)                             | IVe (1968)                  | Victoire du « non » au référendum constitutionnel français sur le Sénat et les régions (1969) et démission de de Gaulle. Premier intérim d’Alain Poher à la présidence (1969). | Charles de Gaulle UNR, UNR-UDT, UD-Ve, UDR (1959-1969) | |
|                                                  |                                                                 | Jacques Chaban-Delmas (1915-2000)                | •                             | 20 juin 1969 – 5 juillet 1972                                 | UDR                                                      | IVe (1968)                  | | Georges Pompidou UDR (1969-1974)                       | Projet de « Nouvelle société » (1969). Relance de la Haye (1969). Création du SMIC (1970). Référendum en France sur le premier élargissement de la CEE (1972). |
|                                                  |                                                                 | Pierre Messmer (1916-2007)                       | 1                             | 5 juillet 1972 – 2 avril 1973 (démission le 28 mars 1973)     | UDR                                                      | IVe (1968)                  | Premier choc pétrolier (1973). Inauguration de l'aéroport de Paris-Charles-de-Gaulle (1974). Décès de Pompidou de la maladie de Waldenström (1974). Second intérim d’Alain Poher à la présidence (1974). | Georges Pompidou UDR (1969-1974)                       | |
| 2                                                | 2 avril 1973 – 27 février 1974                                  | Pierre Messmer (1916-2007)                       | Ve (1973)                     |                                                               | UDR                                                      |                             | Premier choc pétrolier (1973). Inauguration de l'aéroport de Paris-Charles-de-Gaulle (1974). Décès de Pompidou de la maladie de Waldenström (1974). Second intérim d’Alain Poher à la présidence (1974). | Georges Pompidou UDR (1969-1974)                       | |
| 3                                                | 27 février – 27 mai 1974                                        | Pierre Messmer (1916-2007)                       | Ve (1973)                     |                                                               | UDR                                                      |                             | Premier choc pétrolier (1973). Inauguration de l'aéroport de Paris-Charles-de-Gaulle (1974). Décès de Pompidou de la maladie de Waldenström (1974). Second intérim d’Alain Poher à la présidence (1974). | Georges Pompidou UDR (1969-1974)                       | |
|                                                  |                                                                 | Jacques Chirac (1932-2019)                       | Ve (1973)                     | 1                                                             | UDR                                                      | 27 mai 1974 – 25 août 1976  | | Valéry Giscard d'Estaing FNRI, UDF-PR (1974-1981)      | Fin des Trente Glorieuses. Abaissement de la majorité civile à 18 ans (1974). Arrêt de l'ORTF et de la tutelle de la télévision (1975). Dépénalisation de l'IVG (1975). Instauration du divorce par consentement mutuel (1975). Loi Haby sur le collège unique (1975). Relance Chirac (1975). Formation du G6 futur G7 (1975). Droit au regroupement familial (1976). |
|                                                  |                                                                 | Raymond Barre (1924-2007)                        | Ve (1973)                     | 1                                                             | 25 août 1976 – 29 mars 1977                              | DVD                         | Dernière victoire de la France à l'Eurovision (1977). Deuxième choc pétrolier (1979). Relance Barre (1979). Création du Système monétaire européen et création de l'ECU (1979). Affaire des diamants de Bokassa (1979-1980). Indépendance de Djibouti et fin officielle de l'Empire colonial français (1980). Inauguration du Minitel (1980). | Valéry Giscard d'Estaing FNRI, UDF-PR (1974-1981)      | |
| 2                                                | 29 mars 1977 – 3 avril 1978 (démission le 31 mars 1978)         | Raymond Barre (1924-2007)                        | Ve (1973)                     |                                                               |                                                          | DVD                         | Dernière victoire de la France à l'Eurovision (1977). Deuxième choc pétrolier (1979). Relance Barre (1979). Création du Système monétaire européen et création de l'ECU (1979). Affaire des diamants de Bokassa (1979-1980). Indépendance de Djibouti et fin officielle de l'Empire colonial français (1980). Inauguration du Minitel (1980). | Valéry Giscard d'Estaing FNRI, UDF-PR (1974-1981)      | |
| 3                                                | 3 avril 1978 – 21 mai 1981 (démission le 13 mai 1981)           | Raymond Barre (1924-2007)                        | VIe (1978)                    |                                                               |                                                          | DVD                         | Dernière victoire de la France à l'Eurovision (1977). Deuxième choc pétrolier (1979). Relance Barre (1979). Création du Système monétaire européen et création de l'ECU (1979). Affaire des diamants de Bokassa (1979-1980). Indépendance de Djibouti et fin officielle de l'Empire colonial français (1980). Inauguration du Minitel (1980). | Valéry Giscard d'Estaing FNRI, UDF-PR (1974-1981)      | |
|                                                  |                                                                 | Pierre Mauroy (1928-2013)                        | VIe (1978)                    | 1                                                             | 21 mai – 22 juin 1981                                    | PS                          | | François Mitterrand PS (1981-1995)                     | Abolition de la peine de mort (1981). Relance Mauroy (1981). Lancement du TGV (1981). Création de l'Impôt sur les grandes fortunes, futur ISF (1981). Abolition du délit d'homosexualité (1982). Crise des euromissiles (1983). Première victoire de la France à l'Euro de football (1984). |
| 2                                                | 22 juin 1981 – 22 mars 1983                                     | Pierre Mauroy (1928-2013)                        | VIIe (1981)                   |                                                               |                                                          | PS                          | | François Mitterrand PS (1981-1995)                     | Abolition de la peine de mort (1981). Relance Mauroy (1981). Lancement du TGV (1981). Création de l'Impôt sur les grandes fortunes, futur ISF (1981). Abolition du délit d'homosexualité (1982). Crise des euromissiles (1983). Première victoire de la France à l'Euro de football (1984). |
| 3                                                | 22 mars 1983 – 17 juillet 1984                                  | Pierre Mauroy (1928-2013)                        | VIIe (1981)                   |                                                               |                                                          | PS                          | | François Mitterrand PS (1981-1995)                     | Abolition de la peine de mort (1981). Relance Mauroy (1981). Lancement du TGV (1981). Création de l'Impôt sur les grandes fortunes, futur ISF (1981). Abolition du délit d'homosexualité (1982). Crise des euromissiles (1983). Première victoire de la France à l'Euro de football (1984). |
|                                                  |                                                                 | Laurent Fabius (1946)                            | VIIe (1981)                   | •                                                             | 17 juillet 1984 – 20 mars 1986                           | PS                          | Affaire des écoutes de l'Elysée (1983-1986). Création de chaines de télévision privées dont Canal+ et La Cinq (1984). Signature de l'Acte unique européen (1986). | François Mitterrand PS (1981-1995)                     | |
|                                                  |                                                                 | Jacques Chirac (1932-2019) (cohabitation)        | 2                             | 20 mars 1986 – 10 mai 1988                                    | RPR                                                      | VIIIe (1986)                | Première cohabitation. Inauguration du musée d'Orsay (1986). Privatisation de TF1 et création de M6 (1987). Inauguration de la Pyramide du Louvre (1988). | François Mitterrand PS (1981-1995)                     | |
|                                                  |                                                                 | Michel Rocard (1930-2016)                        | 1                             | 10 mai – 23 juin 1988 (démission le 22 juin 1988)             | PS                                                       | VIIIe (1986)                | 1er Premier ministre à la tête d'un gouvernement minoritaire sous la Ve République. Accords de Matignon (1988). Entrée en vigueur du RMI (1988). Inauguration de la Grande Arche de la Défense (1989). Création de la CSG (1990). Réforme des PTT (1990). Signature de la convention de Schengen (1990). Guerre du Golfe (1990-1991). | François Mitterrand PS (1981-1995)                     | |
| 2                                                | 23 juin 1988 – 15 mai 1991                                      | Michel Rocard (1930-2016)                        | IXe (1988)                    |                                                               | PS                                                       |                             | 1er Premier ministre à la tête d'un gouvernement minoritaire sous la Ve République. Accords de Matignon (1988). Entrée en vigueur du RMI (1988). Inauguration de la Grande Arche de la Défense (1989). Création de la CSG (1990). Réforme des PTT (1990). Signature de la convention de Schengen (1990). Guerre du Golfe (1990-1991). | François Mitterrand PS (1981-1995)                     | |
|                                                  |                                                                 | Édith Cresson (1934)                             | IXe (1988)                    | •                                                             | PS                                                       | 15 mai 1991 – 2 avril 1992  | Première femme à diriger un gouvernement français. Deuxième Premier ministre à la tête d'un gouvernement minoritaire sous la Ve République. Putsch de Moscou (1991). Dissolution de l'URSS et fin de la Guerre froide (1991). | François Mitterrand PS (1981-1995)                     | |
|                                                  |                                                                 | Pierre Bérégovoy (1925-1993)                     | IXe (1988)                    | •                                                             | PS                                                       | 2 avril 1992 – 29 mars 1993 | Troisième Premier ministre à la tête d'un gouvernement minoritaire sous la Ve République. Référendum sur la ratification du traité de Maastricht (1992). La CEE devient l'Union européenne. | François Mitterrand PS (1981-1995)                     | |
|                                                  |                                                                 | Édouard Balladur (1929) (cohabitation)           | •                             | 29 mars 1993 – 17 mai 1995                                    | RPR                                                      | Xe (1993)                   | Deuxième cohabitation. Affaire VA-OM (1993). 50e anniversaire du débarquement en Normandie (1994). Affaire du sang contaminé (1994). Génocide au Rwanda (1994). Débuts poussifs d'Internet en France (1994). Inauguration de la Bibliothèque nationale de France (1995). | François Mitterrand PS (1981-1995)                     | |
|                                                  |                                                                 | Alain Juppé (1945)                               | 1                             | 17 mai – 7 novembre 1995                                      | RPR                                                      | Xe (1993)                   | | Jacques Chirac RPR, UMP (1995-2007)                    | Première Présidence française du conseil de l'UE (1995). Bombardement de la Bosnie-Herzégovine par l'OTAN (1995). Reconnaissance du rôle de la France lors de la rafle du Vél-d'Hiv (1995). Grèves de 1995. Ultimes essais nucléaires (1995-1996). Dissolution de l'Assemblée nationale (1997). |
| 2                                                | 7 novembre 1995 – 2 juin 1997                                   | Alain Juppé (1945)                               |                               |                                                               | RPR                                                      | Xe (1993)                   | | Jacques Chirac RPR, UMP (1995-2007)                    | Première Présidence française du conseil de l'UE (1995). Bombardement de la Bosnie-Herzégovine par l'OTAN (1995). Reconnaissance du rôle de la France lors de la rafle du Vél-d'Hiv (1995). Grèves de 1995. Ultimes essais nucléaires (1995-1996). Dissolution de l'Assemblée nationale (1997). |
|                                                  |                                                                 | Lionel Jospin (1937) (cohabitation)              | •                             | 2 juin 1997 – 6 mai 2002                                      | PS                                                       | XIe (1997)                  | Troisième cohabitation. Suspension du service militaire (1997). Ouverture du Stade de France et première victoire de la France à la Coupe du monde de football (1998). Adoption du pacte civil de solidarité (1999). Affaires des emplois fictifs du RPR et de la Mairie de Paris (1999). Tempêtes de fin décembre 1999 en Europe. Adoption par référendum du quinquennat (2000). Réforme des 35 heures (2000). Présidence française du conseil de l'UE (2000). Deuxième victoire de la France à l'Euro de football (2000). Attentats du 11 septembre 2001 aux États-Unis. Explosion de l'usine AZF de Toulouse. Intervention dans la guerre d'Afghanistan (2001). Mise en place de l'euro (2002). | Jacques Chirac RPR, UMP (1995-2007)                    | |
|                                                  |                                                                 | Jean-Pierre Raffarin (1948)                      | 1                             | 6 mai – 17 juin 2002                                          | DL (2002) UMP (2002-2005)                                | XIe (1997)                  | Création de l'UMP (2002). Sommet de la Terre à Johannesburg (2002). Refus d'intervenir dans la guerre d'Irak (2003). Canicule européenne de 2003. Victoire du « non » au référendum sur le traité établissant une constitution européenne (2005). Arrivée de la TNT en France métropolitaine (2005). | Jacques Chirac RPR, UMP (1995-2007)                    | |
|                                                  | 2                                                               | Jean-Pierre Raffarin (1948)                      | 17 juin 2002 – 31 mars 2004   | XIIe (2002)                                                   | DL (2002) UMP (2002-2005)                                |                             | Création de l'UMP (2002). Sommet de la Terre à Johannesburg (2002). Refus d'intervenir dans la guerre d'Irak (2003). Canicule européenne de 2003. Victoire du « non » au référendum sur le traité établissant une constitution européenne (2005). Arrivée de la TNT en France métropolitaine (2005). | Jacques Chirac RPR, UMP (1995-2007)                    | |
| 3                                                | 31 mars 2004 – 31 mai 2005                                      | Jean-Pierre Raffarin (1948)                      |                               | XIIe (2002)                                                   | DL (2002) UMP (2002-2005)                                |                             | Création de l'UMP (2002). Sommet de la Terre à Johannesburg (2002). Refus d'intervenir dans la guerre d'Irak (2003). Canicule européenne de 2003. Victoire du « non » au référendum sur le traité établissant une constitution européenne (2005). Arrivée de la TNT en France métropolitaine (2005). | Jacques Chirac RPR, UMP (1995-2007)                    | |
|                                                  |                                                                 | Dominique de Villepin (1953)                     | •                             | XIIe (2002)                                                   | 31 mai 2005 – 17 mai 2007 (démission le 15 mai 2007)     | UMP                         | Charte de l'environnement (2005). Vol inaugural de l'Airbus A380 (2005). Émeutes de 2005 dans les banlieues françaises et loi sur l'égalité des chances (2005). Inauguration du musée du Quai Branly (2006). La moitié des Français connectés à Internet (2007). | Jacques Chirac RPR, UMP (1995-2007)                    | |
|                                                  |                                                                 | François Fillon (1954)                           | 1                             | XIIe (2002)                                                   | 17 mai – 18 juin 2007                                    | UMP                         | | Nicolas Sarkozy UMP (2007-2012)                        | Crise financière mondiale de 2007-2008. Signature du traité de Lisbonne (2007). Troisième choc pétrolier (2008). Création de l'Union pour la Méditerranée (2008). Réforme constitutionnelle de 2008 qui limite notamment le nombre de mandats présidentiels consécutifs. Présidence française du conseil de l'UE (2008). Réintégration au commandement intégré de l'OTAN (2009). Crise de la dette dans la zone euro (2010-2012). Tempête Xynthia (2010). Lancement du projet du Grand Paris Express (2010). Réforme des retraites (2010). Arrivée de la TNT dans la France d'outre-mer (2010). Scandale de Knysna (2010). Intervention militaire en Libye (2011). Début de la guerre civile syrienne (2011). Affaire Sarkozy-Kadhafi (2012). |
| 2                                                | 18 juin 2007 – 14 novembre 2010 (démission le 13 novembre 2010) | François Fillon (1954)                           | XIIIe (2007)                  |                                                               |                                                          | UMP                         | | Nicolas Sarkozy UMP (2007-2012)                        | Crise financière mondiale de 2007-2008. Signature du traité de Lisbonne (2007). Troisième choc pétrolier (2008). Création de l'Union pour la Méditerranée (2008). Réforme constitutionnelle de 2008 qui limite notamment le nombre de mandats présidentiels consécutifs. Présidence française du conseil de l'UE (2008). Réintégration au commandement intégré de l'OTAN (2009). Crise de la dette dans la zone euro (2010-2012). Tempête Xynthia (2010). Lancement du projet du Grand Paris Express (2010). Réforme des retraites (2010). Arrivée de la TNT dans la France d'outre-mer (2010). Scandale de Knysna (2010). Intervention militaire en Libye (2011). Début de la guerre civile syrienne (2011). Affaire Sarkozy-Kadhafi (2012). |
| 3                                                | 14 novembre 2010 – 15 mai 2012 (démission le 10 mai 2012)       | François Fillon (1954)                           | XIIIe (2007)                  |                                                               |                                                          | UMP                         | | Nicolas Sarkozy UMP (2007-2012)                        | Crise financière mondiale de 2007-2008. Signature du traité de Lisbonne (2007). Troisième choc pétrolier (2008). Création de l'Union pour la Méditerranée (2008). Réforme constitutionnelle de 2008 qui limite notamment le nombre de mandats présidentiels consécutifs. Présidence française du conseil de l'UE (2008). Réintégration au commandement intégré de l'OTAN (2009). Crise de la dette dans la zone euro (2010-2012). Tempête Xynthia (2010). Lancement du projet du Grand Paris Express (2010). Réforme des retraites (2010). Arrivée de la TNT dans la France d'outre-mer (2010). Scandale de Knysna (2010). Intervention militaire en Libye (2011). Début de la guerre civile syrienne (2011). Affaire Sarkozy-Kadhafi (2012). |
|                                                  |                                                                 | Jean-Marc Ayrault (1950)                         | XIIIe (2007)                  | 1                                                             | 15 mai – 18 juin 2012                                    | PS                          | | François Hollande PS (2012-2017)                       | Adoption du mariage homosexuel (2013). Affaire Leonarda (2013). Interventions militaires au Mali et en Centrafrique (2013). Mouvement des Bonnets rouges (2013-2014). Réforme des retraites (2013-2014). |
| 2                                                | 18 juin 2012 – 31 mars 2014                                     | Jean-Marc Ayrault (1950)                         | XIVe (2012)                   |                                                               |                                                          | PS                          | | François Hollande PS (2012-2017)                       | Adoption du mariage homosexuel (2013). Affaire Leonarda (2013). Interventions militaires au Mali et en Centrafrique (2013). Mouvement des Bonnets rouges (2013-2014). Réforme des retraites (2013-2014). |
|                                                  |                                                                 | Manuel Valls (1962)                              | XIVe (2012)                   | 1                                                             | 31 mars – 25 août 2014                                   | PS                          | Loi sur l'égalité hommes-femmes (2014). Attentat contre Charlie Hebdo (2015). Réforme territoriale des régions (2015). Accord de Paris sur le climat (2015). Crise migratoire en Europe de 2015. Attentats du 13 novembre 2015 ; promulgation de l'état d'urgence (2015-2017). Grèves de 2016. Scandale des Panama Papers (2016). Généralisation de la TNT HD en France métropolitaine (2016). Attentat du 14 juillet 2016 à Nice. Loi El Khomri (2016). | François Hollande PS (2012-2017)                       | |
| 2                                                | 25 août 2014 – 6 décembre 2016                                  | Manuel Valls (1962)                              | XIVe (2012)                   |                                                               |                                                          | PS                          | Loi sur l'égalité hommes-femmes (2014). Attentat contre Charlie Hebdo (2015). Réforme territoriale des régions (2015). Accord de Paris sur le climat (2015). Crise migratoire en Europe de 2015. Attentats du 13 novembre 2015 ; promulgation de l'état d'urgence (2015-2017). Grèves de 2016. Scandale des Panama Papers (2016). Généralisation de la TNT HD en France métropolitaine (2016). Attentat du 14 juillet 2016 à Nice. Loi El Khomri (2016). | François Hollande PS (2012-2017)                       | |
|                                                  |                                                                 | Bernard Cazeneuve (1963)                         | XIVe (2012)                   | •                                                             | 6 décembre 2016 – 15 mai 2017 (démission le 10 mai 2017) | PS                          | Loi sur l'égalité réelle entre outre-mer et métropole (2017). Mouvement social en Guyane (2017). | François Hollande PS (2012-2017)                       | |
|                                                  |                                                                 | Édouard Philippe (1970)                          | XIVe (2012)                   | 1                                                             | 15 mai – 19 juin 2017                                    | LR (2017) DVD (2017-2020)   | | Emmanuel Macron LREM puis RE (depuis 2017)             | Suppression de l'ISF (2018). Deuxième victoire de la France à la Coupe du monde de football (2018). Centenaire de l'armistice de 1918 (2018). Affaire Benalla (2018). Crise des Gilets jaunes (2018-2019) et Grand débat national (2019). Incendie de Notre-Dame de Paris (2019). Ouverture de la PMA pour toutes (2019). Convention citoyenne pour le climat (2019-2020). Pandémie de Covid-19 et crise économique de 2020. |
|                                                  | 2                                                               | Édouard Philippe (1970)                          | 19 juin 2017 – 3 juillet 2020 | XVe (2017)                                                    |                                                          | LR (2017) DVD (2017-2020)   | | Emmanuel Macron LREM puis RE (depuis 2017)             | Suppression de l'ISF (2018). Deuxième victoire de la France à la Coupe du monde de football (2018). Centenaire de l'armistice de 1918 (2018). Affaire Benalla (2018). Crise des Gilets jaunes (2018-2019) et Grand débat national (2019). Incendie de Notre-Dame de Paris (2019). Ouverture de la PMA pour toutes (2019). Convention citoyenne pour le climat (2019-2020). Pandémie de Covid-19 et crise économique de 2020. |
|                                                  |                                                                 | Jean Castex (1965)                               | •                             | XVe (2017)                                                    | 3 juillet 2020 – 16 mai 2022                             | DVD                         | Création de la Collectivité européenne d'Alsace (2021). Crise des sous-marins australiens (2021). Maintien de la Nouvelle-Calédonie dans la France (2021). Présidence française du conseil de l'UE (2022). Invasion de l'Ukraine par la Russie en 2022 et sanctions contre la Russie (depuis 2022). Crise énergétique mondiale de 2021-2022. | Emmanuel Macron LREM puis RE (depuis 2017)             | |
|                                                  |                                                                 | Élisabeth Borne (1961)                           | •                             | 16 mai 2022 – 9 janvier 2024                                  | LREM-TDP (2022) RE-TDP (2022-2024)                       | XVIe (2022)                 | Seconde femme à diriger un gouvernement français, après Édith Cresson. Quatrième Premier ministre à la tête d'un gouvernement minoritaire sous la Ve République. Scandale de la finale de la Ligue des Champions au Stade de France (2022). Feux de forêt en Gironde et record de surfaces brulées en France (2022). Fin de l'opération Barkhane au Sahel (2022). Projet de réforme des retraites en France en 2023. Émeutes consécutives à la mort de Nahel Merzouk (2023). | Emmanuel Macron LREM puis RE (depuis 2017)             | |
|                                                  |                                                                 | Gabriel Attal (1989)                             | •                             | 9 janvier – 5 septembre 2024 (démission le 16 juillet 2024)   | RE                                                       | XVIe (2022)                 | Plus jeune Premier ministre à sa nomination (34 ans) et premier ouvertement homosexuel sous la Ve République. Cinquième Premier ministre à la tête d'un gouvernement minoritaire sous la Ve République. Mouvement des agriculteurs de 2024 en France. Inscription de l'IVG dans la Constitution. Dissolution de l'Assemblée nationale. Jeux olympiques de Paris 2024. | Emmanuel Macron LREM puis RE (depuis 2017)             | |
|                                                  |                                                                 | Michel Barnier (1951)                            | •                             | 5 septembre – 13 décembre 2024 (démission le 5 décembre 2024) | LR                                                       | XVIIe (2024)                | Premier ministre le plus âgé à sa nomination (73 ans) sous la Ve République. Sixième Premier ministre à la tête d'un gouvernement minoritaire sous la Ve République. Deuxième gouvernement censuré de la Ve République. | Emmanuel Macron LREM puis RE (depuis 2017)             | |
|                                                  |                                                                 | François Bayrou (1951)                           | •                             | depuis le 13 décembre 2024                                    | MoDem                                                    | XVIIe (2024)                | Septième Premier ministre à la tête d'un gouvernement minoritaire sous la Ve République. Cyclone Chido (2024). Affaire des abus sexuels et violences dans l'institution Notre-Dame de Bétharram. Attaques d'avril 2025 contre des prisons françaises Conclave sur la réforme des retraites de 2023 | Emmanuel Macron LREM puis RE (depuis 2017)             | |

#### Durée
Par ordre décroissant, en durée de temps :
| Rang | Nom                       | En jours    | En années                  | Dates               |
| ---- | ------------------------- | ----------- | -------------------------- | ------------------- |
| 1    | Georges Pompidou          | 2 279 jours | 6 ans, 2 mois et 26 jours  | 1962-1968           |
| 2    | François Fillon           | 1 825 jours | 4 ans, 11 mois et 28 jours | 2007-2012           |
| 3    | Lionel Jospin             | 1 799 jours | 4 ans, 11 mois et 4 jours  | 1997-2002           |
| 4    | Raymond Barre             | 1 730 jours | 4 ans, 8 mois et 26 jours  | 1976-1981           |
| -    | Jacques Chirac (total)    | 1 603 jours | 4 ans, 4 mois et 19 jours  | 1974-1976 1986-1988 |
| 5    | Michel Debré              | 1 192 jours | 3 ans, 3 mois et 6 jours   | 1959-1962           |
| 6    | Pierre Mauroy             | 1 153 jours | 3 ans, 1 mois et 26 jours  | 1981-1984           |
| 7    | Édouard Philippe          | 1 145 jours | 3 ans, 1 mois et 18 jours  | 2017-2020           |
| 8    | Jean-Pierre Raffarin      | 1 121 jours | 3 ans et 25 jours          | 2002-2005           |
| 9    | Jacques Chaban-Delmas     | 1 111 jours | 3 ans et 15 jours          | 1969-1972           |
| 10   | Michel Rocard             | 1 100 jours | 3 ans et 5 jours           | 1988-1991           |
| 11   | Manuel Valls              | 981 jours   | 2 ans, 8 mois et 5 jours   | 2014-2016           |
| 12   | Jacques Chirac I          | 821 jours   | 2 ans, 2 mois et 29 jours  | 1974-1976           |
| 13   | Jacques Chirac II         | 782 jours   | 2 ans, 1 mois et 20 jours  | 1986-1988           |
| 14   | Édouard Balladur          | 779 jours   | 2 ans, 1 mois et 18 jours  | 1993-1995           |
| 15   | Alain Juppé               | 747 jours   | 2 ans et 16 jours          | 1995-1997           |
| 16   | Dominique de Villepin     | 716 jours   | 1 an, 11 mois et 16 jours  | 2005-2007           |
| 17   | Pierre Messmer            | 691 jours   | 1 an, 10 mois et 22 jours  | 1972-1974           |
| 18   | Jean-Marc Ayrault         | 685 jours   | 1 an, 10 mois et 16 jours  | 2012-2014           |
| 19   | Jean Castex               | 682 jours   | 1 an, 10 mois et 13 jours  | 2020-2022           |
| 20   | Laurent Fabius            | 611 jours   | 1 an, 8 mois et 3 jours    | 1984-1986           |
| 21   | Élisabeth Borne           | 603 jours   | 1 an, 7 mois et 24 jours   | 2022-2024           |
| 22   | Pierre Bérégovoy          | 361 jours   | 11 mois et 27 jours        | 1992-1993           |
| 23   | Maurice Couve de Murville | 345 jours   | 11 mois et 10 jours        | 1968-1969           |
| 24   | Édith Cresson             | 323 jours   | 10 mois et 18 jours        | 1991-1992           |
| 25   | François Bayrou           | 247 jours   | 8 mois et 4 jours          | 2024-…              |
| 26   | Gabriel Attal             | 240 jours   | 7 mois et 27 jours         | 2024                |
| 27   | Bernard Cazeneuve         | 160 jours   | 5 mois et 9 jours          | 2016-2017           |
| 28   | Michel Barnier            | 99 jours    | 3 mois et 8 jours          | 2024                |

#### Particularités et faits marquants
- Deux femmes ont été nommées Premières ministres : Édith Cresson (en fonction de 1991 à 1992) et Élisabeth Borne (en fonction de 2022 à 2024).
- Gabriel Attal est le Premier ministre le plus jeune de la Cinquième République (34 ans et 10 mois en début de fonction), suivi de Laurent Fabius (37 ans 11 mois).
- Michel Barnier est le Premier ministre le plus âgé de la Cinquième République (73 ans, 7 mois et 27 jours en début de fonction)[4]. Il est suivi de François Bayrou qui, nommé à 73 ans, 6 mois et 16 jours, devient le 30 avril 2025 à 73 ans, 11 mois et 5 jours le Premier ministre français en fonction le plus âgé.
- Michel Barnier est le Premier ministre dont le mandat fut le plus court (3 mois et 8 jours).
- Georges Pompidou est le Premier ministre qui est resté le plus longtemps à Matignon (6 ans et 2 mois).
- Un seul Premier ministre est resté en poste durant l'intégralité du mandat du président de la République qui l'a nommé : François Fillon, unique Premier ministre de Nicolas Sarkozy.
- Une seule personne a été nommée deux fois Premier ministre à plusieurs années d'écart : Jacques Chirac, qui cumule 1 603 jours à cette fonction (à la fois 6e et 10e Premier ministre, nommé par le président Valéry Giscard d'Estaing, puis par le président François Mitterrand).
- Trois Premiers ministres ont dirigé un gouvernement en période de « cohabitation » : Jacques Chirac, Édouard Balladur et Lionel Jospin ; ces trois personnes ont toutes été battues à l'élection présidentielle suivante.
- Quatorze premiers ministres étaient ministres lors du précédent gouvernement : Maurice Couve de Murville, Pierre Messmer, Jacques Chirac, Raymond Barre, Laurent Fabius, Michel Rocard, Édith Cresson, Pierre Bérégovoy, Dominique de Villepin, François Fillon, Manuel Valls, Bernard Cazeneuve, Élisabeth Borne et Gabriel Attal.
- Quatre Premiers ministres ont été en fonction durant la même année (record) : Élisabeth Borne, Gabriel Attal, Michel Barnier et François Bayrou en 2024.
- Le gouvernement Alain Juppé I est le gouvernement ayant réuni à ce jour le plus de futurs Premiers ministres : Jean-Pierre Raffarin, François Fillon, Michel Barnier et François Bayrou.
- Le gouvernement Bayrou est le gouvernement ayant comporté à ce jour le plus d'anciens Premiers ministres : Élisabeth Borne et Manuel Valls.
- Six ont exercé d'autres fonctions ministérielles après avoir été Premier ministre : Michel Debré, Laurent Fabius, Alain Juppé, Jean-Marc Ayrault, Manuel Valls, Élisabeth Borne.
- Deux ont été président de l'Assemblée nationale : Jacques Chaban-Delmas et Laurent Fabius.
- Un seul n’a jamais exercé de mandat électif : Dominique de Villepin.
- Deux Premiers ministres ont été élus ultérieurement président de la République : Georges Pompidou (onze mois après avoir quitté Matignon) et Jacques Chirac (sept ans après avoir quitté son poste).
- Trois Premiers ministres en fonction se sont présentés à une élection présidentielle : Jacques Chirac (1988), Édouard Balladur (1995), Lionel Jospin (2002) ; tous les trois ont été battus.
- Six anciens Premiers ministres se sont présentés à une élection présidentielle (candidats officiels) : Michel Debré (1981), Georges Pompidou (1969), Jacques Chaban-Delmas (1974), Jacques Chirac (1981, 1988, 1995 et 2002), Raymond Barre (1988) et François Fillon (2017).
- Trois futurs Premiers ministres se sont présentés à une élection présidentielle : Michel Rocard (1969), Lionel Jospin (1995) et François Bayrou (2002, 2007 et 2012).
- À noter que Laurent Fabius a échoué à la primaire socialiste en vue de l’élection présidentielle de 2007, que Dominique de Villepin n’a pas réussi à obtenir le nombre de parrainages suffisants pour se présenter à l’élection présidentielle de 2012, et qu’Alain Juppé et Manuel Valls ont échoué respectivement à la primaire de la droite et du centre et à la primaire citoyenne en vue de l’élection présidentielle de 2017. Deux futurs Premiers ministres se sont présentés à une élection primaire présidentielle : Manuel Valls (2011) et Michel Barnier (2021).
- Entre 1974 et 2017 (sauf en 2012), tous les candidats arrivés 3e à une élection présidentielle ont été Premiers ministres : Jacques Chaban-Delmas (1974), Jacques Chirac (1981), Raymond Barre (1988), Édouard Balladur (1995), Lionel Jospin (2002), François Bayrou (2007) et François Fillion (2017).
- Deux ont été élus à l'Académie française : Michel Debré et Pierre Messmer.
- Laurent Fabius, Lionel Jospin et Alain Juppé ont été nommés au Conseil constitutionnel.
- Édouard Balladur et Manuel Valls sont les seuls Premiers ministres à ne pas être nés français.
- Gabriel Attal est le seul Premier ministre ouvertement homosexuel.
- Pierre Bérégovoy s'est suicidé le 1er mai 1993, un mois après avoir quitté ses fonctions.